# Jan Smuts
Jan Christian Smuts né le 24 mai 1870 à Riebeek West dans la colonie du Cap et mort le 11 septembre 1950 à Irene (Afrique du Sud), est un avocat, un militaire, un philosophe et un homme d'État sud-africain. 
Général boer, chef militaire durant la Première Guerre mondiale, Field Marshal de l’Empire britannique, stratège militaire qui libéra l’Éthiopie de l'Italie fasciste durant la Seconde Guerre mondiale, il fut également un homme politique précoce, ministre de la Justice de la colonie du Transvaal avant d'être, pour l'union d'Afrique du Sud, ministre de la Défense, des Mines, de l’Intérieur, des Finances, des affaires indigènes, de la Justice ainsi que Premier ministre à deux reprises de 1919 à 1924 et de 1939 à 1948.
Membre du cabinet impérial de Winston Churchill durant la Seconde Guerre mondiale, il est le seul homme d’État à avoir été l'un des fondateurs de la Société des Nations en 1920 puis à avoir participé à la naissance de l’ONU en 1945. Il est notamment l'un des principaux auteurs de la structure juridique de l’organisation et le rédacteur du préambule de la Charte des Nations unies. 
Jan Smuts est également l'auteur d'une thèse sur le holisme qui a inspiré tant des économistes post-keynésiens que des sociologues tels Edgar Morin pour développer le concept de « pensée complexe ».

## Jeunesse
Jan Smuts est né dans une famille afrikaner de Bovenplaats près de Riebeek West, district de Malmesbury dans la colonie du Cap. Fils cadet d’une famille de six enfants, ses ancêtres sont des Néerlandais du côté paternel et des huguenots français du côté maternel. On y trouve aussi Krotoa, une femme khoï qui est interprète pour les colons néerlandais lors de la fondation de la colonie du Cap,.
Son père, Jacobus Abraham Smuts, est un fermier mais aussi un notable, plus tard député de la circonscription de Malmesbury au parlement de la colonie du Cap. Sa mère, née Catherina Petronella, est la sœur d'un prédicateur de l’Église réformée néerlandaise. De bonne éducation, cultivée, musicienne, elle a appris le français au collège du Cap ce qui en fait une érudite pour l’époque notamment au sein de sa communauté rurale.
En 1878, la famille Smuts déménage à Klipfontein, une vingtaine de kilomètres plus loin.
Fils cadet, la coutume voulait donc que la ferme familiale revienne, à la mort du patriarche, au fils aîné de la famille et non à Jan. C’est pourquoi, souvent, seule l’éducation de l’aîné est la plus poussée. Mais en 1882, Michel, le fils aîné des Smuts, meurt de la typhoïde, mettant Jan en première position de succession. Âgé de 12 ans, il est alors envoyé à l’école de Riebeek West. Après toute une enfance passée dans un environnement rural, conservateur et afrikaner, ne parlant pas anglais et d’éducation rudimentaire, il se retrouve avec un grand retard à rattraper. Mais après seulement quatre années d’école, il avait non seulement comblé son retard sur ses camarades mais obtenait dorénavant de meilleurs résultats qu’eux. Lors des examens de fin de scolarité, ses résultats étaient les deuxièmes meilleurs de toute la colonie.

## Études

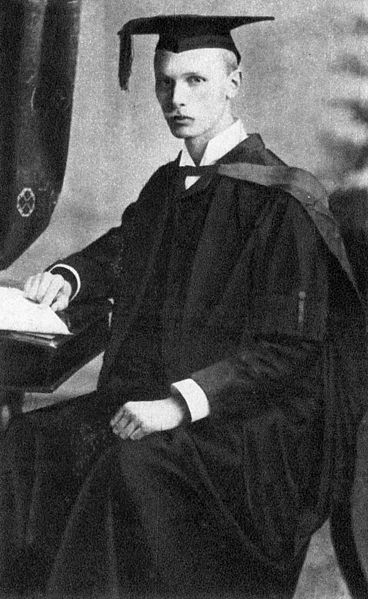
Le jeune Jan Smuts en 1891 diplômé du collège Victoria de Stellenbosch.

À l’âge de 16 ans, en 1886, il se présenta à l’examen d’entrée du prestigieux collège afrikaans de Victoria à Stellenbosch et y est reçu. Il y passe cinq années où il se fait remarquer par son excessive timidité, un comportement très studieux, sans vie sociale, se tenant volontairement à l’écart des autres étudiants. Autodidacte, il apprend le néerlandais sans recourir à un professeur. Il fait de même avec l’allemand, puis le grec ancien, afin d’étudier les lettres classiques dans le texte. Le dimanche, il ne manque aucun service religieux, lit la Bible aux enfants métis et effectue de très longues promenades et randonnées solitaires à travers le veld sud-africain.
Il finit cependant par sortir de sa réserve et commença à écrire dans le magazine du collège et à participer à des débats politiques. Il devient ainsi le président de la société de débat du collège. C’est dans ces conditions, en 1888, qu’il est amené à écrire et prononcer le discours de bienvenue à Cecil Rhodes, en visite dans cet établissement et, à l’époque, potentiel Premier ministre de la colonie. Smuts rédigea un discours sur le panafricanisme proche des idéaux de Rhodes, partisan de l’union africaine sous l’égide du Royaume-Uni.
En 1891, Smuts est diplômé avec mention en littérature et en science. Âgé de 21 ans, il obtient alors une bourse d’études pour étudier le droit au Christ’s College de l’université de Cambridge en Angleterre.
À Cambridge, plus âgé de deux à trois ans que ses condisciples, il est encore isolé. Isolement accentué par ses origines sociales et culturelles. Il vivait de plus dans des conditions modestes, la bourse ayant été insuffisante et diminuée de moitié à cause d’une erreur de la banque. Il avait dû utiliser toutes ses économies pour payer le voyage vers l’Angleterre et y vivait presque de la charité de ses anciens amis et professeurs de Stellenbosch dont J.I. Marais, enseignant en théologie. Pour remercier ce dernier, à son retour au Cap, Smuts prit une assurance-vie dont il fit de Marais le bénéficiaire.
Smuts participe néanmoins au journal du collège et à sa société des débats sans réellement se créer beaucoup d’amis, juste des relations.
En 1893, il gagne le prestigieux prix George Long en droit romain et jurisprudence. Il est à l’époque décrit par le professeur FW Maitland, comme l’un des plus brillants étudiants en droit qu’il ait rencontré.
En 1894, il est diplômé mais au lieu de suivre une prestigieuse carrière en droit qui s’annonce pour lui en Angleterre, il préfère revenir dans la colonie du Cap.

## Le jeune homme politique afrikaner

### Le libéral du Cap

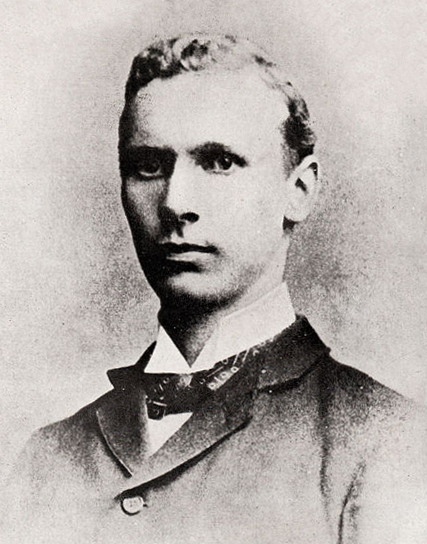
Jan Smuts, à 25 ans, en 1895.

À son retour au Cap, il est reçu avec les honneurs par l’intelligentsia locale, mise au courant de son parcours brillant en Angleterre. Avocat, pourtant, il déçoit. Ses manières et sa timidité l’empêchent de se lier dans son milieu professionnel avec ses collègues.
Il a alors peu de clients à défendre et se tourne vers le journalisme pour arrondir ses fins de mois, écrivant en néerlandais ou en anglais sur des sujets aussi divers que la littérature, la randonnée, la politique. Il devient alors un collaborateur régulier du Cape Times.
Politiquement, il commence à s’engager du côté des Unionistes britanniques et de la politique d’expansion économique et territoriale. Il rejoint alors l’Afrikaner Bond, partisan de l’unité sud-africaine, où il rencontre Jan Hofmeyr. Sous la recommandation de ce dernier, La compagnie de Beers, propriété de Cecil Rhodes, l’embauche comme conseiller juridique. À cet emploi, il délivre ou participe à de nombreux discours prenant la défense de la politique volontariste de Rhodes.
En 1895, il est de ces Afrikaners du Cap choqués par le Raid Jameson contre le Transvaal, orchestré par Rhodes et qui a pour but de renverser le gouvernement légitime de Paul Kruger, pour le remplacer par un gouvernement pro-britannique qui aurait demandé l’intégration à l’Empire. L’affaire est un fiasco.
Si l’Afrikaner Bond et Hofmeyr se contentent de censurer Rhodes au parlement, Smuts, lui, rompt ses liens professionnels et politiques avec son mentor. Il quitte Le Cap pour Riebeek West. Au bout de quelques mois, il décide de quitter la colonie, de résilier son statut de sujet britannique et, en août 1896, s’établit à Johannesburg, au Transvaal, comme avocat.

### L’Afrikaner nationaliste du Transvaal
Ses vieilles manières, sa timidité, son dédain pour tous les vices ne lui facilitent pas la vie à Johannesburg. Il déménage rapidement pour Pretoria où il reprend sa carrière de journaliste politique.
Ses positions anciennes libérales pro-Rhodes et pro-britannique ne pouvaient rencontrer aucun écho dans la rude et conservatrice république boer. Mais pragmatique et animé d’un instinct politique hors du commun, il parvient assez rapidement à se faire adopter par le monde politique du Transvaal avec un discours diamétralement opposé à celui qu’il tenait au Cap. Ainsi, avec la foi des nouveaux convertis, ses chroniques dans la presse afrikaans sont radicalement anti-britanniques dont il conspue l’impérialisme. Il parcourt alors tout le pays avec un discours virulent appelant à la résistance contre les diktats britanniques.
Sa rencontre avec Paul Kruger n’est pas facile. Le vieux président est méfiant envers la jeunesse afrikaner et préfère s’entourer de comparses des temps anciens ou de vieux néerlandais. Au contraire, Smuts veut assumer l’africanité des Afrikaners, la liberté de l’Afrique du Sud et rompre tout lien avec la lointaine Europe. Il fonde dans ce but le « Mouvement des jeunes Afrikaners » destiné à promouvoir l’identité de la communauté à laquelle il appartient.
En 1898, Paul Kruger est élu une troisième fois à la présidence du pays contre le chef de la Cour de justice, John Gilbert Kotzé. Son conservatisme politique est alors à l’opposé du libéralisme de Smuts, outré par les libertés que Kruger prend notamment par rapport à la séparation des pouvoirs. La dernière crise en la matière est pourtant une chance pour Smuts qui présente un mémoire de défense de Kruger particulièrement bien argumenté et légitimant le renvoi de Kotzé de la Cour de justice par Kruger.

### Le ministre de la Justice du Transvaal
Âgé seulement de 28 ans, Smuts est alors nommé ministre de la Justice de la république du Transvaal et en profite pour demander presque immédiatement à Kruger le renvoi des vieux ministres néerlandais. Ce toupet sidéra ses partisans comme ses adversaires mais sa réputation, son audace est désormais établie. Désormais, la vieille garde de Kruger composée de Néerlandais âgés est hors jeu. Smuts entreprend d’éradiquer tout l’ancien système lié à la vieille garde, renvoie le chef de la police de Pretoria, et centralise les forces de police à son ministère. À ce poste, s’il gagne le respect et l’engouement des jeunes Afrikaners, il se multiplie les ennemis chez les Néerlandais, les vieux Afrikaners et les Britanniques.
En 1898, la menace de guerre avec les Britanniques est réelle. Lors de la conférence de paix de Bloemfontein sous l’égide du président Marthinus Steyn, Smuts fait partie de la délégation du Transvaal. Son anglais courant lui permet de suivre les conversations de la délégation britannique et de se poser en interlocuteur à la place de Kruger face à lord Alfred Milner, le haut commissaire au Cap. La conférence est finalement un échec.

## Le général boer

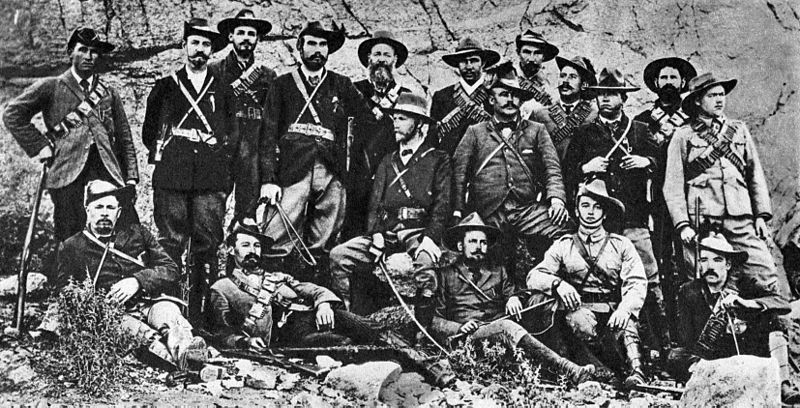
Jan Smuts et les membres de son commando boer en 1901.

Le 11 octobre 1899, débute la deuxième guerre des Boers, entre le Transvaal et l’État libre d'Orange d’une part et le Royaume-Uni d’autre part.
Smuts est alors le bras droit de Kruger à Pretoria, écrivant les discours, diffusant la propagande, organisant la logistique et maintenant le contact avec les ambassades du pays en Europe.
Après les défaites boers de Ladysmith, Mafeking et Paardeberg, les forces armées britanniques avancèrent sur l’Orange et le Transvaal. Le gouvernement de Kruger est alors obligé de quitter la capitale sud-africaine pour Machadodorp. Avant d’évacuer, l’ordre de Smuts de détruire les mines d’or qu’il concevait comme l’objectif principal des Britanniques est invalidé par un juge. Il lève alors une armée de 500 hommes, vide les coffres-forts de la ville, s’empare des réserves d’or du Transvaal, les place dans un train sous son escorte à destination de Machadodorp.
Alors que Kruger s’embarque pour un voyage sans retour en Europe, Smuts rejeta l’offre de paix des Britanniques et organisa la résistance et les commandos, dont les directions sont prises ou confiées notamment aux généraux Louis Botha, James B. Hertzog, Christiaan de Wet et Koos de la Rey.
Smuts combat aux côtés de De La Rey, attaquant et harcelant par petits groupes les arrières britanniques. Tels des piqûres de guêpe, ils parviennent à affaiblir leur adversaire.
La mise en place de camps de concentration par les Britanniques, de tranchées de barbelées et la tactique de la terre brûlée entame progressivement la résistance boer dont les succès sont de moins en moins nombreux.
Après avoir échappé une douzaine de fois à la traque lancée contre lui par le général britannique Kitchener, Smuts est désigné pour mener une attaque de grande envergure, un raid sur la colonie du Cap avec un groupe de 240 hommes armés, dans le but est de soulever et de rallier à leur cause les Afrikaners du Cap.
L’expédition est un échec. Smuts et ses hommes sont isolés de toute base arrière de repli, n’ont pas de soutien local et sont victimes de dysenteries, alors qu’ils sont traqués par les soldats britanniques et leurs redoutables alliés Basotho. Au bord de l’insurrection, le petit groupe de résistants parvient néanmoins à s’emparer d’un escadron de cavalerie britannique, de voler leurs uniformes, munitions, chevaux, nourritures et leurs armes. Il s’ensuit alors de petites escarmouches pendant de longs mois, mais jamais Smuts et ses hommes ne sont faits prisonniers.
Smuts établit alors un quartier général près de la rivière Hex où il repense toute sa stratégie. Son armée a gonflé au fil du temps pour atteindre près de 3 000 hommes, principalement des fermiers. Mais il a conscience que toutes ses attaques de commandos ne lui feraient pas gagner la guerre et ne contribuaient qu’à prolonger des souffrances et des haines inutiles. Il lui fallait une dernière victoire pour amener les Britanniques à négocier. La bataille a lieu à Okiep, un centre minier. S’il ne remporte pas la victoire espérée, sa résolution au combat impressionne les Britanniques qui lui proposent de parler de paix à Vereeniging.

Melrose House à Pretoria où fut signé le traité de Vereeniging.

À la conférence, les républiques boers envoient chacune trente délégués élus par les membres des commandos. Celle de l’Orange est composée de Steyn, de De Wet et d’Hertzog. Elle refuse toute reddition, voulant poursuivre la guerre. La délégation du Transvaal est favorable à la paix et ses élus sont majoritairement des hommes de compromis. Smuts a été désigné par Louis Botha comme conseiller juridique de la délégation. Son influence sur les délégués est primordiale pour arracher le compromis. Son argumentation et ses connaissances militaires et politiques sont imparables et aucun autre délégué ne peut contre-argumenter. C’est ainsi qu’il rallie finalement plusieurs délégués de l’Orange sur la base d’un compromis proposé par Francis William Reitz, consistant à terminer la guerre et à demander une souveraineté limitée pour les républiques. À Pretoria, Smuts se trouve un allié en la personne de Kitchener, d’accord avec lui sur la futilité de cette guerre.
Le 1er mai 1902, le traité de Vereeniging, principalement rédigé par Smuts et Kitchener, est présenté à la signature des représentants du Transvaal, de l’État libre d’orange et du Royaume-Uni.

## L’homme politique
La paix revenue, Smuts reprend son métier d’avocat, l’activité où en fait il excelle le moins. Il n’est pas aimé par les britanniques alors que de nombreux afrikaners lui reprochaient d’avoir empêché une lutte à mort contre l’occupant ou à l’inverse d’avoir prolongé la guerre après la chute de Prétoria.
En janvier 1905, le général Louis Botha, Jan Smuts et plusieurs anciens généraux boers constituent un parti pour unir les Afrikaners et baptisé « Het Volk » (le peuple). L’objectif est d’obtenir un gouvernement autonome et la constitution d’un état sud –africain.
1905 est aussi l’année où le mandat de l’intransigeant Milner comme haut-commissaire arrivait à expiration. Un homme plus conciliant lui succéda en la personne de Lord Selborne, par ailleurs admiratif des exploits de Smuts.
À la même époque, un gouvernement libéral succéda à un gouvernement conservateur au Royaume-Uni avec Henry Campbell-Bannerman comme Premier ministre. Ce nouveau gouvernement, puis le nouveau parlement britannique élu en février 1906 comprend de nombreuses personnalités anti-impérialistes dont certaines avaient sympathisé avec la cause des républiques boers. Smuts profite de cette occasion pour se rendre à Londres où il trouve à son étonnement une très forte opposition à la politique conservatrice qui est menée en Afrique du Sud par le gouvernement britannique. Il trouve ainsi facilement des interlocuteurs avec qui discuter et à qui proposer l’établissement de gouvernements autonomes dans les anciennes républiques boers.

### Le Premier ministre (par intérim) de la colonie du Transvaal
C’est ainsi qu’en décembre 1906, une nouvelle Constitution, rédigée avec la participation des représentants d’Het Volk est promulguée pour la colonie du Transvaal. La première élection générale qui suit, est sans surprise un triomphe. Smuts est élu à Wonderboom près de Pretoria et Louis Botha est désigné Premier ministre du Transvaal. Smuts obtient alors les portefeuilles de secrétaire colonial et secrétaire à l’éducation.
Botha ne tarde pas à effectuer d’importants déplacements en Europe laissant Smuts gérer les affaires courantes du Transvaal. C’est alors qu’il doit affronter une crise avec l’Église réformée néerlandaise qui demande l’enseignement obligatoire du calvinisme et du seul afrikaans à l’école. Smuts était un partisan de la laïcité de l’état et du bilinguisme anglais-afrikaans. Refusant les doléances de l’église, il est alors personnellement attaqué et injurié par les pasteurs.
L’autre crise à laquelle est confronté Smuts est l’immigration indienne et malaise en Afrique du Sud et au Transvaal en particulier. Il doit alors prendre des mesures radicales (restriction du droit du travail des indiens, enregistrement obligatoire…) pour protéger les emplois et salaires des blancs les plus pauvres et des mineurs. Il rencontra alors un opposant inattendu, adepte de la non-violence, Mohandas Gandhi, avocat de Durban. Ce dernier est emprisonné à plusieurs reprises provoquant une réaction inattendue de la presse, caricaturant Smuts en nouveau Paul Kruger : fier, cruel, réactionnaire. Un compromis est finalement trouvé entre Smuts et Gandhi, mettant fin à la campagne de non violence.

### Un rédacteur du South African Act

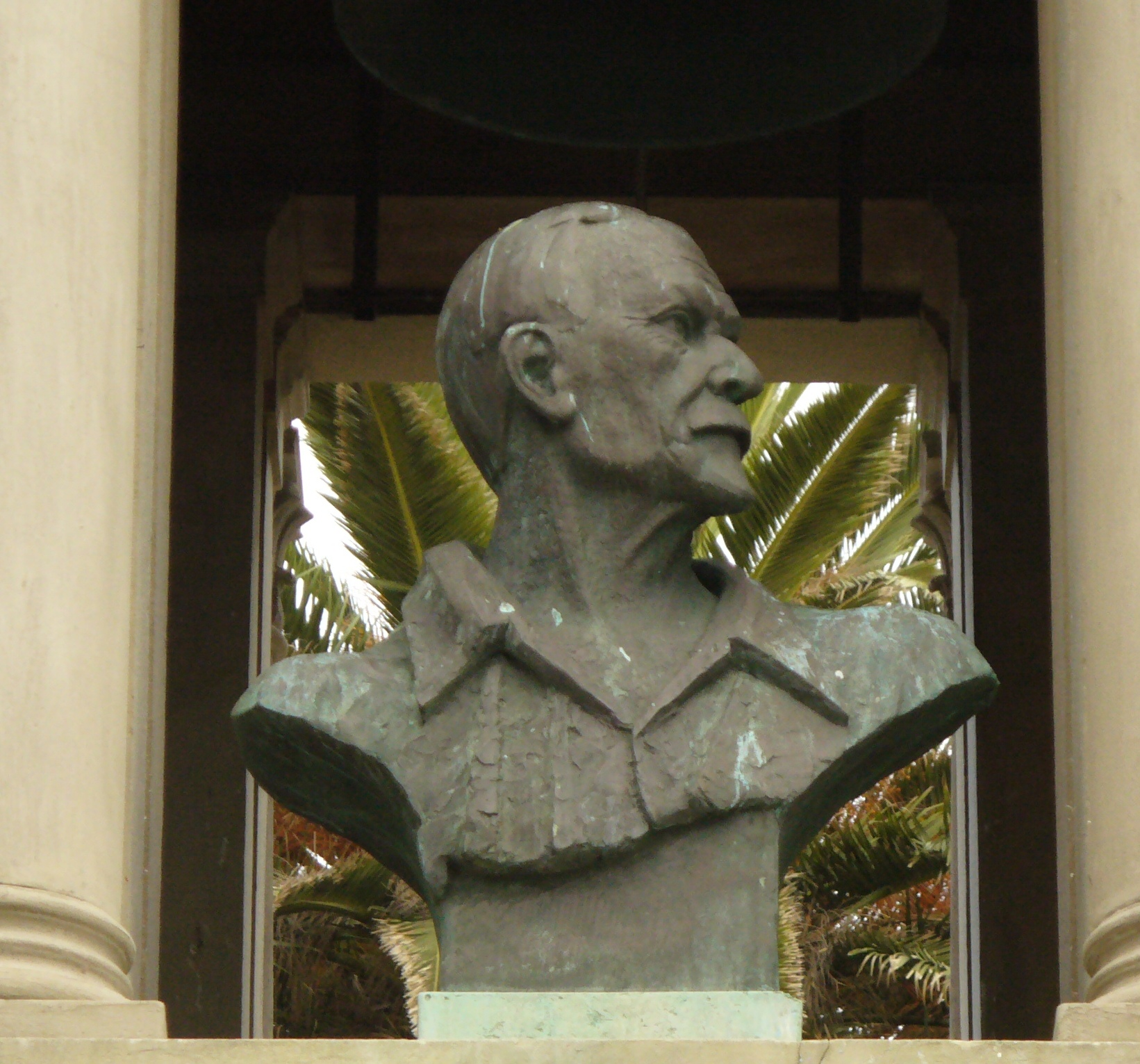
Buste de Jan Smuts à l’université du Cap.

Gouvernant la colonie la plus riche et la plus rentable d’Afrique du Sud, Botha et Smuts pouvaient faire avancer leur projet politique d’État sud-africain auprès des autorités britanniques. Jusqu’à présent, seule une union douanière et ferroviaire unissait les colonies.
Smuts argumente sur le fait que l’union politique est inévitable tout comme l’union économique l’a été. La route de l’union est pour lui le seul chemin à prendre pour mettre un terme définitif à la rancœur issue des luttes fratricides du passé. Il est le premier à alors évoquer le thème de la nation sud-africaine. Il préconise un système constitutionnel unitaire et non fédéral comme les États-Unis dont il critique les disparités et les inerties engrangées par la bureaucratie. Mais il lui fallait imposer cette approche alors que le système fédéral a de nombreux partisans.
En octobre 1908, des centaines de délégués de toute l’Afrique du Sud participent à la conférence de Durban, afin de départager les partisans du régime unitaire, du régime fédéral, confédéral voire colonial. Smuts est le mieux préparé dans sa rhétorique et son argumentation et sait que seul un compromis général et technique peut être accepté. Les revendications particulières ne reçoivent donc pas d’approbation suffisante. Grâce à Smuts, à l’aide de promesses plus ou moins vagues, plusieurs compromis sont adoptés concernant le choix de la capitale sud-africaine (en fait trois capitales), les langues officielles (néerlandais et anglais) et même la taille standard de l’écartement des voies de chemin de fer. L’accord le plus dur à obtenir est celui des délégués de la colonie de la rivière Orange (État libre d’Orange) représentés notamment par Marthinus Steyn et James B. Hertzog. Ces derniers voient dans cette conférence un moyen qu’accapare le Transvaal pour imposer un diktat aux Afrikaners. Ils refusent toute union où les pouvoirs des parlements provinciaux seraient réduits. Ils sont finalement mis en minorité après l’accord général de toutes les autres délégations.
Les conclusions de la conférence sont résumées en une résolution finale faisant figure de projet de constitution à l’été 1909, finalement approuvée à l’unanimité des délégués.
Le projet de constitution est ratifié par le parlement du Cap, celui de l’Orange et du Transvaal. C’est par référendum qu’il est approuvé au Natal.
La constitution est alors présentée au parlement britannique où elle est également approuvée. C’est en décembre 1909 que le roi Édouard VII la promulgue.
À Pretoria, désormais appelée à être la capitale administrative, et non la capitale unique qu’il aurait souhaitée, Smuts fait appel à Herbert Baker pour construire un palais de gouvernement, les Union Buildings. Le budget est alors de 1,5 million de livres (l’équivalent de 700 millions de livres en 2005).

### Le duumvirat sud-africain

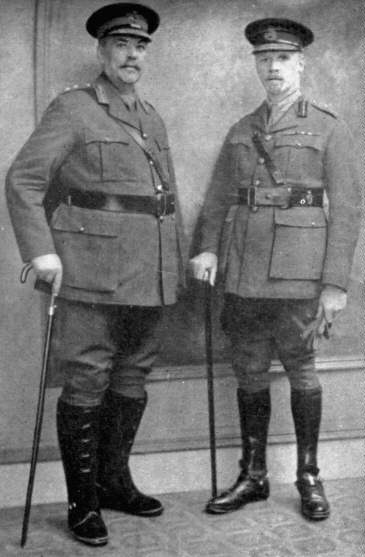
Les généraux Louis Botha et Jan Smuts en 1917.

Le tout nouveau gouverneur général d’Afrique du Sud, Gladstone, a la charge de choisir un Premier ministre pour la nouvelle Union en attendant que des élections aient lieu. Il a le choix entre John X. Merriman, Premier ministre de la colonie du Cap et Louis Botha, Premier ministre du Transvaal. Contre toute attente, les généraux boers de l’Orange, Steyn, Hertzog et Christiaan de Wet, appuient la candidature de Merriman, dans le but inavoué de pouvoir unir les Afrikaners contre un Britannique unioniste. Mais Smuts plaide avec succès pour la candidature de Botha qui offre à son ami trois des neuf ministères du nouveau cabinet, ceux de l’Intérieur, des Mines et de la Défense. Smuts est de facto le plus puissant ministre gouvernement de Louis Botha signifiant qu’un tandem gouverne l’Union sud-africaine.
Une fois le cabinet constitué, il reste à lui donner une assise populaire. Les électeurs devaient désigner les premiers députés sud-africains. À cette fin, il faut réformer le « Het Volk ». Smuts prend contact avec les petits partis afrikaans de chaque province pour former avec « Het Volk » un bloc unique face aux unionistes britanniques. Il obtient le ralliement de l’Afrikaner Bond et de Orangia Unie. Il obtient même le ralliement de Steyn et Hertzog à la bannière de Botha sous l’égide du tout nouveau Parti sud-africain (South African Party - SAP).
Aux élections de septembre 1910, le SAP remporte 67 des 130 sièges du parlement. Smuts est confirmé au poste de vice-Premier ministre de Louis Botha.
Le tandem du Transvaal composé d'un Louis Botha, charismatique et bon vivant, et d'un Smuts, intellectuel et cassant, peut dorénavant gouverner le pays tout entier. Cette domination transvaalienne et de ce duumvirat commence rapidement à irriter les Afrikaners des autres provinces ainsi qu’à menacer l’unité gouvernementale. Henry Charles Hull, le ministre des Finances, est le premier à être démis de ses fonctions à la suite d’une mésentente au sein du cabinet. Smuts récupère alors son ministère, sans la moindre expérience en la matière, détenant alors quatre portefeuilles importants. Il commence de nouveau à être la cible de quolibets et de caricatures où l’Afrique du Sud finissait par être qualifiée de « démocratie en dépit de Jan Smuts » (a democracy, with due apologies to Jan Smuts).
Dans ce même gouvernement, James Barry Hertzog ronge son frein au ministère de la Justice. Il refuse l’anglophilie dominante au sein du cabinet et dans lequel il inclut Smuts. Excédé par ses critiques, Botha lui propose de se soumettre ou de se démettre. Hertzog refuse l’ultimatum conduisant Botha à dissoudre le cabinet pour démettre son ministre, faisant d’Hertzog, un martyr de la cause afrikaans.

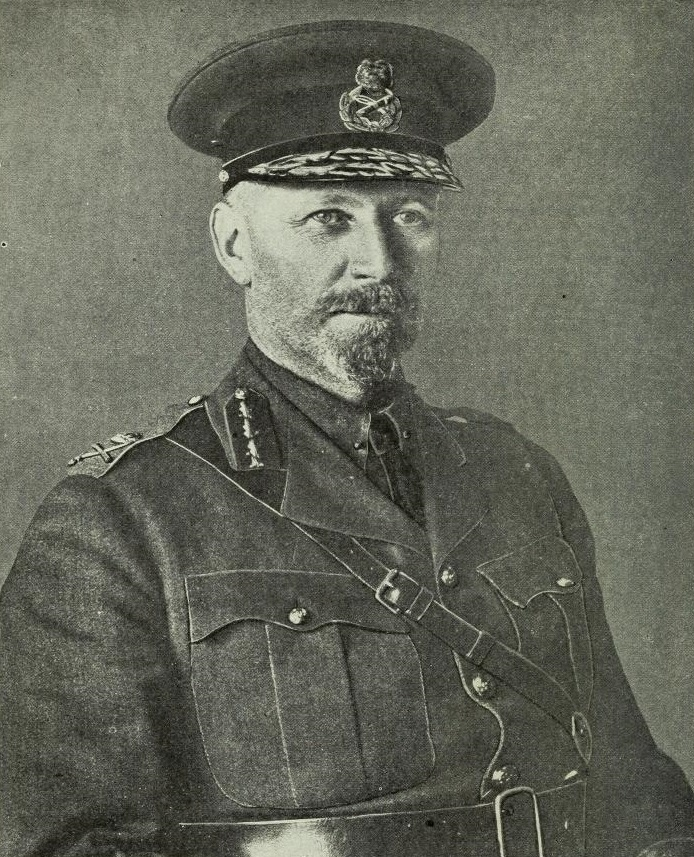
Portrait de Jan Smuts.

À la conférence du SAP au Cap en 1913, Hertzog et Christiaan de Wet tentent de faire mettre Botha et Smuts en minorité pour les faire remplacer par Marthinus Steyn. En dépit des discours passionnés de de Wet et d’Hertzog sur l’influence étrangère, leurs motions sont rejetées à une grande majorité amenant les perdants à quitter bruyamment la conférence et le parti. Ces derniers forment en 1914 le Parti national.
Quand la Première Guerre mondiale éclate, Smuts propose immédiatement une assistance militaire au Royaume-Uni à la fureur des nationalistes afrikaners. En juillet 1915, Smuts prend le commandement des troupes d’invasion du Sud-Ouest africain allemand puis de celles de l’Est africain allemand où ses troupes conquièrent Dar es Salam.
En mars 1917, il conduit la délégation sud-africaine au Royaume-Uni lors de la conférence impériale sur la guerre et entre dans le cabinet de guerre de David Lloyd George, le Premier ministre britannique. En décembre de la même année, il rencontre à Genève, le comte Albert von Mensdorff-Pouilly-Dietrichstein, envoyé Austro-Hongrois avec lequel il évoque les conditions d'une paix séparée avec l'Autriche-Hongrie mais les velléités pacifiques des deux belligérants font long feu. C’est à cette époque qu’il contribue grandement à la création de la Royal Air Force (RAF) en 1918.
En 1919, Smuts représentait l’Afrique du Sud à la conférence de paix de Paris où il plaide la réconciliation entre Allemands et Français tout en approuvant le principe des réparations des dommages de guerre. Il est aussi l’un des artisans de la création de la Société des Nations, en dépit de ses réticences concernant la montée en puissance de l’influence américaine. Il plaide pour que les anciennes colonies allemandes soient désormais gérés par des mandats délégués par la future SDN.
Après la signature du traité de Versailles, de Paris, Smuts se rend en Angleterre où plusieurs cérémonies en son honneur sont organisées. Le Premier ministre Lloyd George lui demande d’être ambassadeur de Grande-Bretagne aux États-Unis alors des hommes politiques lui suggèrent de se présenter aux élections pour siéger au parlement britannique où il prendrait la direction d’un groupe politique. Des propositions diverses lui sont faites de la présidence de la Société des Nations à l’organisation de la lutte contre le bolchevisme.
En Afrique du Sud, les nationalistes et de nombreux journaux, pour des raisons souvent différentes, estimaient publiquement que Smuts avait davantage sa place en Europe qu’en Afrique du Sud et qu’il ne devait pas revenir.
Mais Smuts est trop attaché à sa terre natale. Sa notoriété internationale ne peut, selon lui, que profiter à l’image de l’Afrique du Sud, aux intérêts de son pays et de ses concitoyens. Il revient alors à Pretoria au moment où Louis Botha tombe sérieusement malade.
Louis Botha meurt en août 1919 et Smuts, son ami et compagnon d’armes des 20 dernières années, est naturellement appelé par le gouverneur-général pour lui succéder au poste de Premier ministre.

## Le Premier ministre (1919-1924)

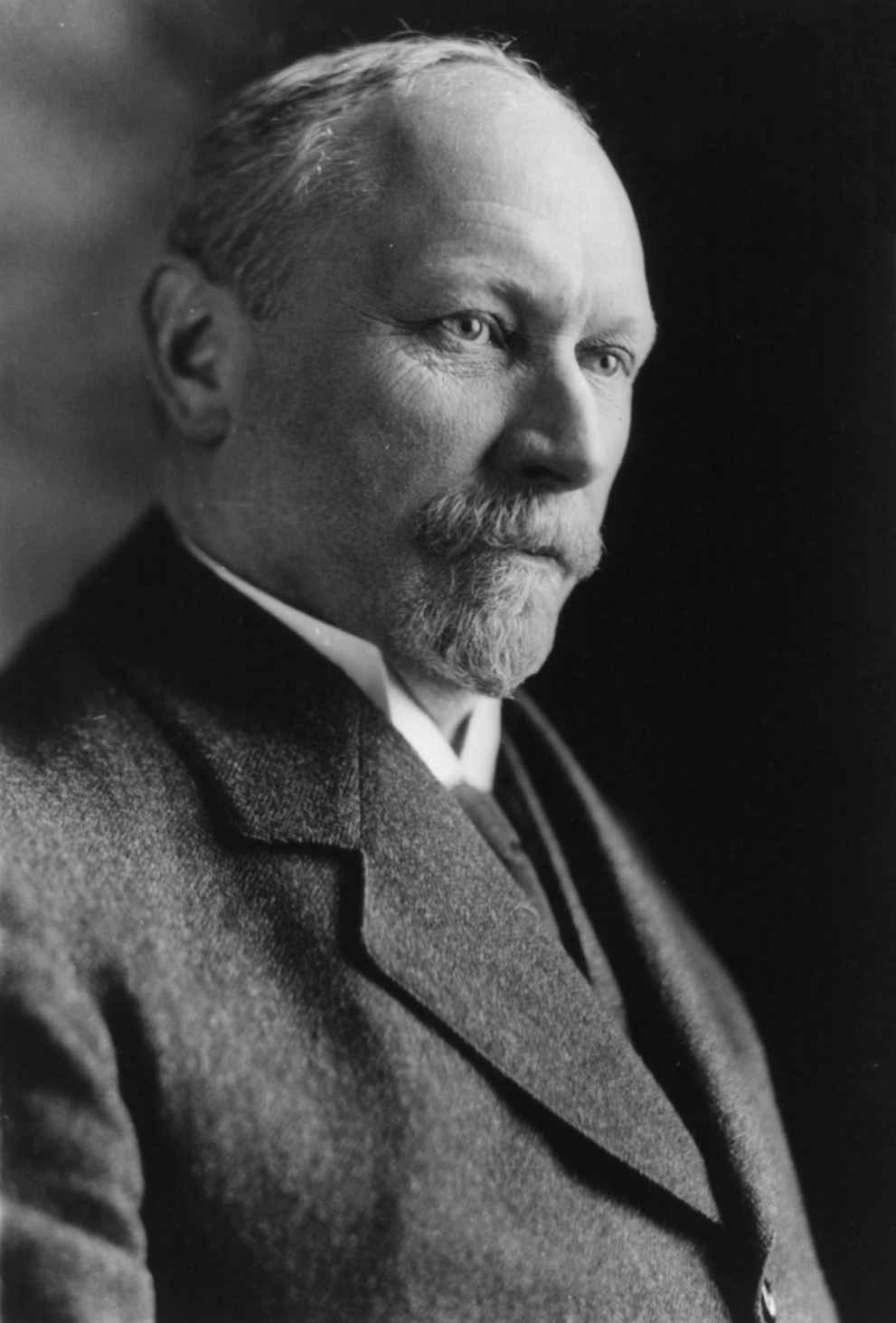
Jan Christiaan Smuts en 1919, chef du gouvernement de l'Union sud-africaine.

Ses longs séjours en Europe durant la Première Guerre mondiale l’ont déconnecté de ses concitoyens. Ceux-ci n’aspirent pas aux velléités internationalistes de Smuts mais sont dans l’ensemble assez isolationnistes. Alors que Smuts a de grandes ambitions internationales pour l’Afrique du Sud, ses concitoyens blancs veulent au contraire que leur gouvernement se préoccupe non des affaires du monde mais des problèmes internes à l’Afrique du Sud.
Quand Smuts proteste contre les mesures imposées à l’Allemagne par le traité de paix, Hertzog et les nationalistes lui reprochent de plus s'intéresser aux dommages et réparations que devaient ce pays qu’à l’Afrique du Sud et ses habitants durement touchés par la récession qui a suivi la fin de la guerre. Ils lui reprochent également les engagements qu’il a pris pour aider l’Empire britannique et son allégeance à ce dernier en cas de guerre.
Alors qu’il est accaparé par les dossiers internationaux, ses détracteurs lui reprochent de ne rien faire pour lutter contre la récession économique interne, la baisse des salaires et la montée du chômage alors que de plus en plus de « natifs » (les noirs), main-d’œuvre à bon marché, sont employés dans les mines à la place de mineurs blancs. En somme, il lui est reproché de se désintéresser du sort de ses concitoyens. Par ailleurs, d’importants troubles sociaux éclatent à la même époque dans les villes, souvent sous l’impulsion d’activistes communistes qui poussent les mineurs blancs à se révolter pour abattre le capitalisme responsable, selon eux, de leurs mauvaises conditions de travail. Les noirs eux-mêmes se rebellent pour réclamer des salaires plus importants ou pour refuser de payer les impôts, notamment dans le Witwatersrand, berceau de la contestation ou dans le Sud-Ouest africain.

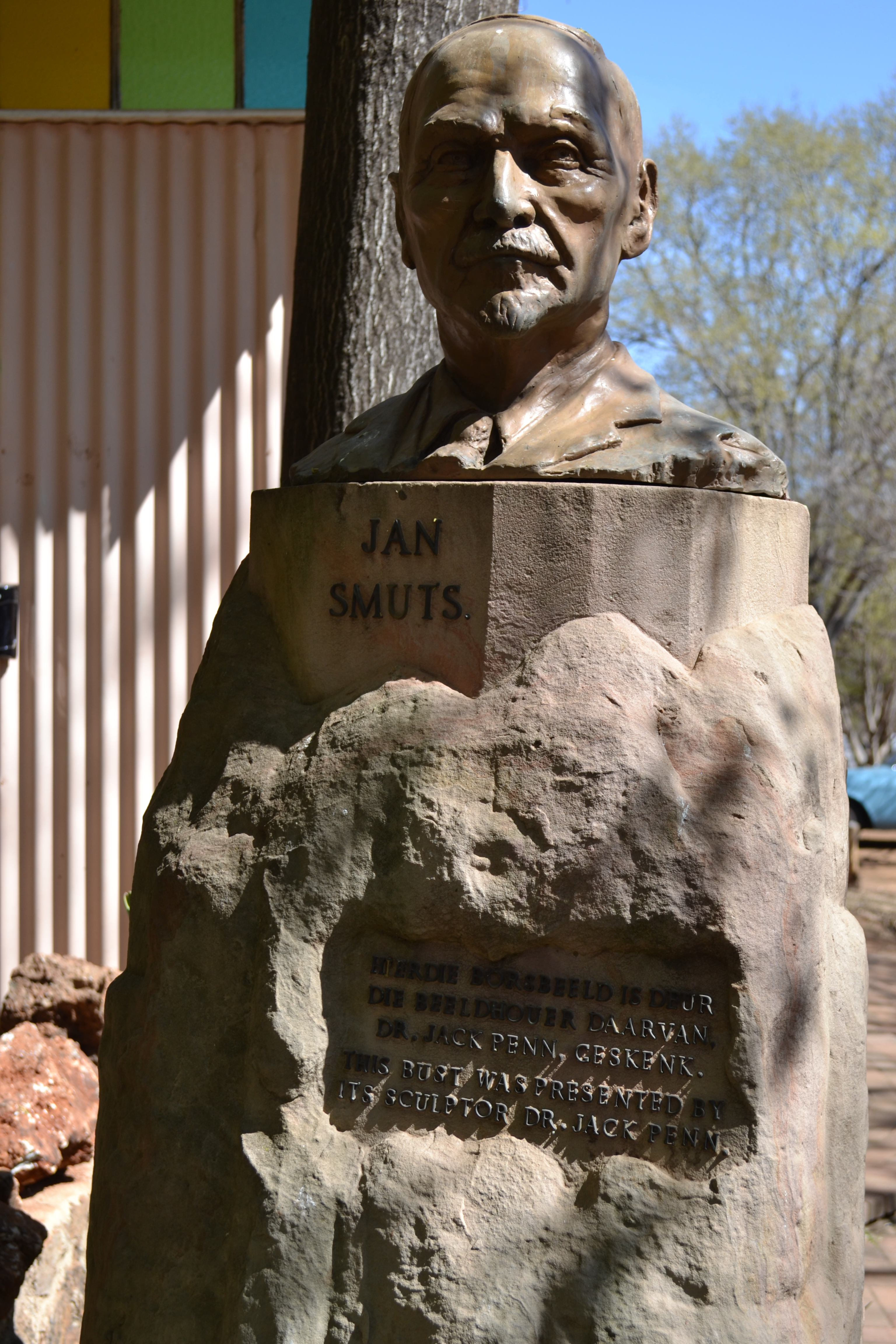
Buste de Jan Smuts (par Jack Penn) devant sa maison d'Irene dans la banlieue de Pretoria.

Smuts ne tolère aucune résistance ou contestation de la part des noirs, exprimant l’opinion dominante des blancs (d’Afrique du Sud et d’ailleurs) selon laquelle ces derniers sont les maîtres et les noirs les serviteurs. Ainsi, à Port Elizabeth, 68 grévistes noirs sont abattus par la police alors que dans le Witwatersrand, ils sont ramenés au travail par la force. Dans le Sud-Ouest Africain, Smuts envoie l’aviation bombarder les insurgés ce qui lui vaut une protestation sans suite de la Société des Nations. Hertzog, pourtant généralement peu suspect d’empathie envers la cause des noirs, dénonce la violence de Smuts envers ceux-ci, révélatrice de son incompétence.
En fait, Smuts se révèle impatient avec les problèmes communs de la politique interne, qui pour lui, restent des dossiers mineurs par rapport aux grands dossiers internationaux qu’il avait à traiter. En interne, ses réactions se révèlent donc brutales et il se montre méprisant envers les gens et interlocuteurs qu’il n’estimait pas à son niveau intellectuel alors qu’à l’étranger, il était connu et apprécié pour sa pondération, sa patience, son intelligence et sa courtoisie. Sa longue et assidue fréquentation des élites européennes l’avait rendu quasi-inapte à pouvoir exprimer et faire ressentir ses qualités humaines aux catégories populaires que constituaient la majorité des habitants de l’Afrique du Sud, quelle que soit leur race ou origine ethnique. Souffrant régulièrement de crises de paludisme, Smuts a par ailleurs prématurément vieilli ce qui contribue à son humeur souvent irritable, taciturne, morose parfois même exprimant un profond pessimisme.
Alors que Louis Botha dégageait un charisme naturel qui le rendait populaire auprès de ses concitoyens, Smuts doit au contraire passer le seuil de la méfiance qu’il leur inspirait et encore plus déployer d’efforts pour convaincre ses interlocuteurs et les audiences sud-africaines à laquelle il s’adresse. Il est ainsi le parfait opposé d’un Hertzog lequel est considéré comme un homme ordinaire d’intelligence moyenne mais tellement plus affable et proche du citoyen blanc lambda.
Aux élections générales du 20 mars 1920, Smuts se retrouvait face ainsi à une forte opposition acharnée à le faire battre. À la tête du parti sud-africain, Smuts pensait néanmoins qu’il vaincrait facilement mais les débuts difficiles de sa campagne dans sa circonscription de Pretoria-ouest lui firent comprendre que la partie n’était pas gagnée. Au soir des élections, si Smuts était réélu dans sa circonscription, le parti national de James Barry Hertzog était devenu le premier parti du parlement ce qui équivalait à un échec pour Smuts.
Sans parti détenant néanmoins la majorité absolue au parlement, Smuts pouvait espérer barrer la route des Union Buildings à Hertzog en obtenant le soutien du parti travailliste et des Unionistes.
Au jeu des alliances, Smuts l’emporta sur Hertzog en obtenant le soutien des unionistes, il occupa donc à nouveau le poste de Premier ministre d’Afrique du Sud.
En 1921, le ralliement des Unionistes au parti sud-africain permet à Smuts d’organiser des élections anticipées et d’obtenir la majorité absolue. Il obtient le soutien du parti travailliste dont des membres sont nommés au gouvernement.

### Larévolte ouvrière du Rand

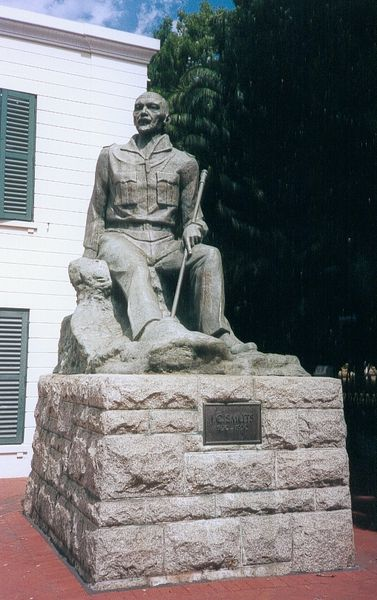
Statue de Jan Smuts au Cap.

En 1922, les grands centres miniers du Witwatersrand entrèrent en ébullition. Les mineurs blancs, essentiellement des afrikaners, avaient bénéficié de la prospérité et de la croissance mondiale de leur secteur d’activité durant la Première Guerre mondiale. Au début des années 1920, cette prospérité était retombée et pour abaisser les coûts de production, les directeurs des mines et les responsables des grands groupes miniers commençaient à recruter davantage de Noirs, pour des salaires moins élevés que ceux des mineurs blancs. Ces derniers, dont un certain nombre connaissait des problèmes financiers ou qui avaient été licenciés, n’acceptèrent pas cette arrivée massive des Noirs sur leur secteur d’activité.
Alors que les magnats miniers s’organisaient dans la chambre des mines pour faire face aux revendications salariales des ouvriers, les syndicats miniers se regroupaient au sein d’une fédération industrielle. Les mineurs étaient prêts à se mettre en grève alors que leurs revendications salariales et raciales étaient soutenues par des activistes bolcheviks et le parti communiste de W. H. Andrews, appelant à renverser les capitalistes et à prendre le pouvoir, sous la bannière du slogan « Ouvriers de tous pays, unissez-vous pour une Afrique du Sud blanche ». Le gouvernement de Smuts, fidèle à sa philosophie libérale, n’est encore jamais intervenu pour apaiser les tensions entre la chambre des mines et les syndicalistes.
Au jour de l’an 1922, les mineurs commencent à se mettre en grève à la suite de la réduction de leur salaire horaire. Une dizaine de jours plus tard, les directions des mines, d’un commun accord, décident alors de recruter encore davantage de mineurs noirs pour suppléer à la carence des grévistes provoquant l’arrêt de travail de plus de 20 000 mineurs blancs et des ingénieurs des mines. Smuts commence alors à tenter une médiation mais son impopularité parmi les mineurs, qui n’ont pas oublié son rôle pour empêcher la rébellion afrikaner de 1914, l’empêche d’être efficace. Les syndicalistes refusent ainsi de négocier par son entremise.
Smuts déteste les idéologies communistes et socialistes. Méfiant envers les mouvements de masse notamment ouvriers, il en est venu à se rapprocher des grands propriétaires des mines et des capitalistes pour qui, au début, ils n’ont pas une grande affinité.
Ainsi, bien qu’ayant proclamé son impartialité, il prend parti malgré lui pour la chambre des mines en demandant la reprise du travail au nom du maintien de l’ordre public. 
L’épreuve de force se déplace ainsi vers une confrontation entre le gouvernement et les mineurs. Ces derniers, déjà soutenus par les communistes, reçoivent le soutien discret mais non inactif des nationalistes afrikaners, notamment du parti national de James B. Hertzog. Par le biais notamment de Tielman Roos, chef du parti au Transvaal, il fait connaître sa sympathie aux grévistes pour leurs revendications. Roos n’hésite pas à affirmer publiquement et fortement son soutien, qualifiant Smuts d’« agent de la chambre des mines ». Il suggère ainsi que les mineurs, les Afrikaners et la République sortiraient vainqueurs de la confrontation avec les intérêts britanniques et juifs, principaux propriétaires des mines qui n’ont « rien à faire de l’Afrique du Sud ».

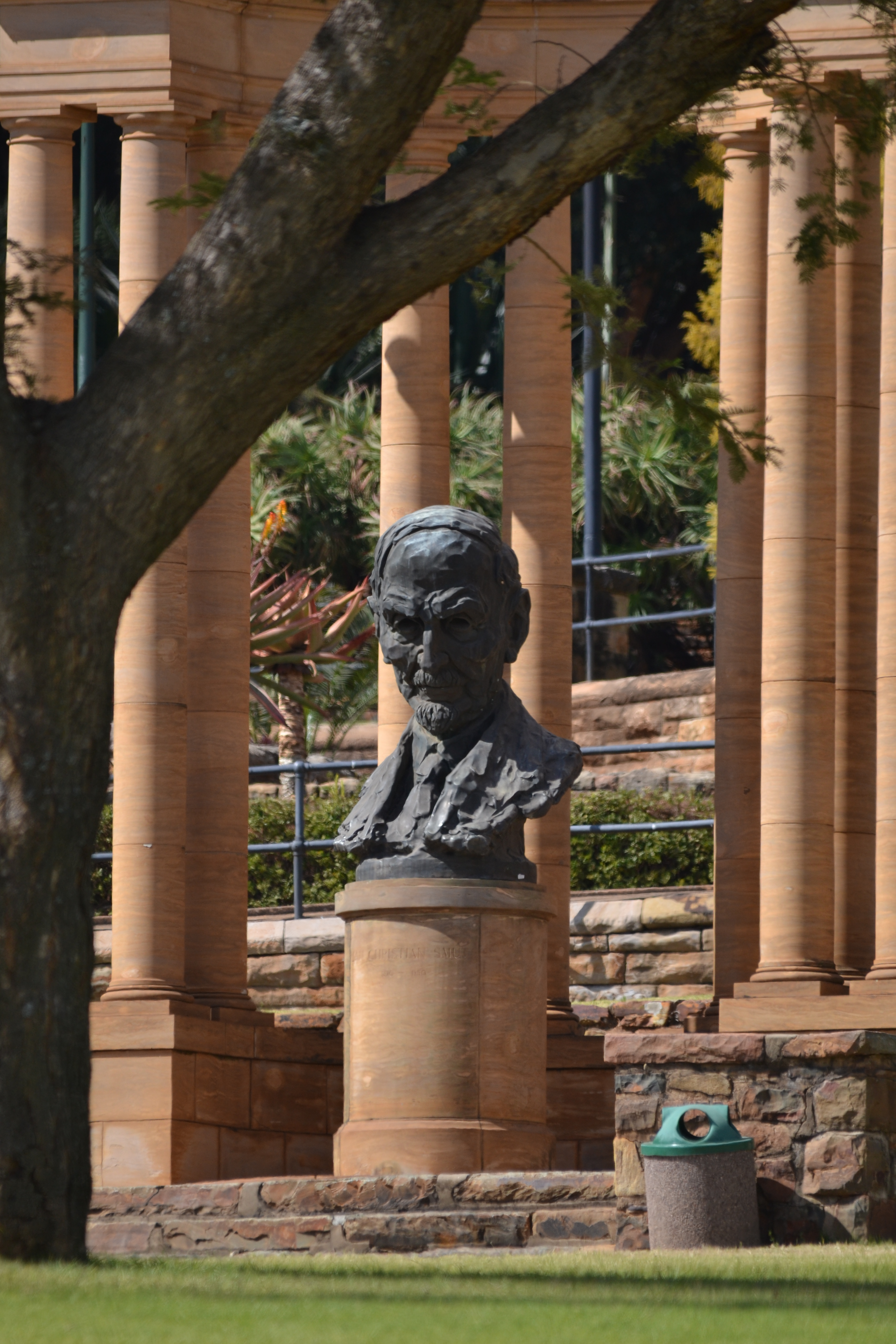
Statue de Jan Smuts dans le parc des Union Buildings à Pretoria.

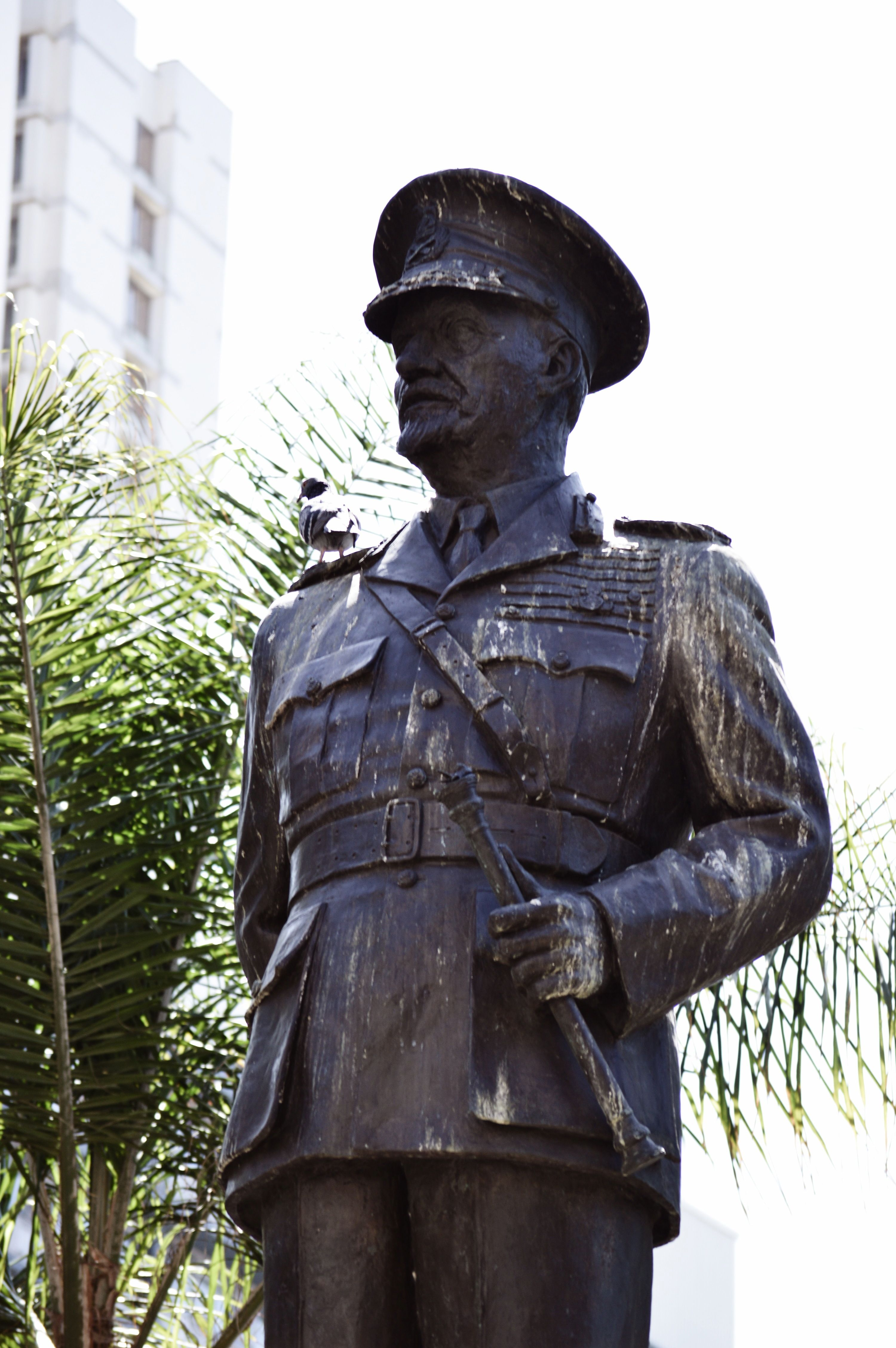
Statue de Jan Smuts sur Francis Farewell square à Durban.

La chambre des mines refuse alors la négociation avec la fédération industrielle. Les grévistes, certains en armes, commencent alors à défiler massivement dans les rues des villes minières du Rand, bloquant les artères principales. À Boksburg, la foule refuse de se disperser malgré les injonctions de la police. Celle-ci charge les manifestants, les violences commencent. Les jours suivants, ils défilent en chantant « le drapeau rouge », l’hymne de leur révolution. La police leur tire dessus. Les évènements amènent Roos à exiger une enquête sur le comportement de la police ce que Smuts refuse.
Le 6 mars 1922, la fédération industrielle déclare alors la grève générale et appelle à l’aide tous les syndicats du pays. Les exactions des grévistes commencent à ensanglanter le Witwatersrand. Des journaliers noirs sont assassinés tout comme des représentants de la direction des mines.
Aussi, au bout de deux mois de tensions, Smuts considère que les grévistes venaient de montrer leur véritable visage et de mettre au jour leur dessein, celui de répandre une terreur rouge en Afrique du Sud pour aboutir à une révolution communiste. Le Premier ministre déclare que l’ordre serait maintenu dans le pays et refuse toute négociation ou compromis avec les dirigeants syndicaux. Il réquisitionne l’armée afin de rétablir l’ordre dans le Witwatersrand, arme la police à qui il donne l’autorisation de tirer et proclame la loi martiale le 10 mars.
Deux jours plus tard, Smuts est lui-même l’objet d’une tentative d’assassinat près de Potchefstroom par un groupe extrémiste lié aux grévistes. Parvenant à fuir avec son chauffeur, il gagne Johannesburg en automobile, forçant les barrages des mineurs, sous les balles tirées par les grévistes. Les pneus ayant été crevés, la voiture finit par stopper. Des coups de feu sont échangés entre Esselen, le secrétaire de Smuts, et les grévistes qui reculent. Smuts parvient néanmoins à rejoindre le quartier général des forces de police de Johannesburg, après avoir été notamment menacé à bout portant par le fusil d’un gréviste qui finalement renonce à tirer.
À ce moment, l’ensemble du Reef (la zone minière du Rand) est sous le contrôle des insurgés, bien armés et bien organisés. Le centre de Johannesburg est par contre encore sous le contrôle de l’armée. La population civile est, elle, terrorisée alors que les propriétaires des mines se calfeutrent au sein du Rand Club, eux aussi armés et prêt à résister à un siège. Smuts organise lui-même la contre-offensive pour soumettre les insurgés. Il réorganise et concentre l’ensemble des forces de police qu’il lance à l’assaut du quartier général des insurgés. Il ordonne à l’aviation de bombarder les centres de résistance tandis que les renforts militaires commencent à affluer dans le Witwatersrand. Les insurgés résistent avec courage à Benoni, Boksburg, Brixton, et Langlaagte mais Smuts est alors sans pitié ; un baroud d’honneur a lieu à Fordsburg. Après avoir évacué les femmes et les enfants de la ville et lancé un ultimatum, Smuts fait alors quasiment raser sous les bombes l’école où se sont réfugiés les derniers résistants. Le 18 mars au soir, la révolution du Rand est terminée. Près de 200 personnes ont été tuées, principalement des mineurs et des policiers. Plus de mille autres individus ont été blessés.
Si 1500 mineurs sont licenciés, d’autres comparaissent devant les tribunaux. Certains sont déportés et d’autres exécutés pour faits d’homicides. Quelques-uns, condamnés à mort, sont finalement graciés. Les mineurs blancs sont alors obligés d’accepter les conditions de travail imposées par le patronat blanc, que ce soit la baisse des salaires et le recrutement plus important de Noirs dans les mines. Néanmoins, pour apaiser les rancœurs des mineurs, le gouvernement adopte une loi sur les emplois réservés aux Blancs dans le secteur minier et l’industrie.
Fier d’avoir maté les insurgés et d’avoir reçu à l’occasion le soutien des commandos des jeunes fermiers du Transvaal qui ont ramené l’ordre public aux côtés de l’armée et de la police, Smuts pense recevoir la gratitude de l’ensemble de l’opinion publique pour avoir mis fin aux troubles. L’opposition nationaliste se déchaîne contre lui, pointant le coût humain de la répression, les moyens employés et les dégâts matériels occasionnés dans les mines et les villes. En plein parlement, Hertzog interpelle Smuts, le déclarant responsable des troubles et du bain de sang pour n’avoir pas su négocier avec les mineurs et gérer les grévistes. Les partisans de Smuts se déchaînent violemment à leur tour contre Hertzog obligeant le speaker de la chambre à interrompre la séance parlementaire.
Les pasteurs prennent position dans leurs églises contre « Smuts le sanglant ». Les travaillistes considèrent maintenant Smuts comme l’ennemi de la classe ouvrière et l’agent des conglomérats miniers. Leur alliance est désormais compromise.

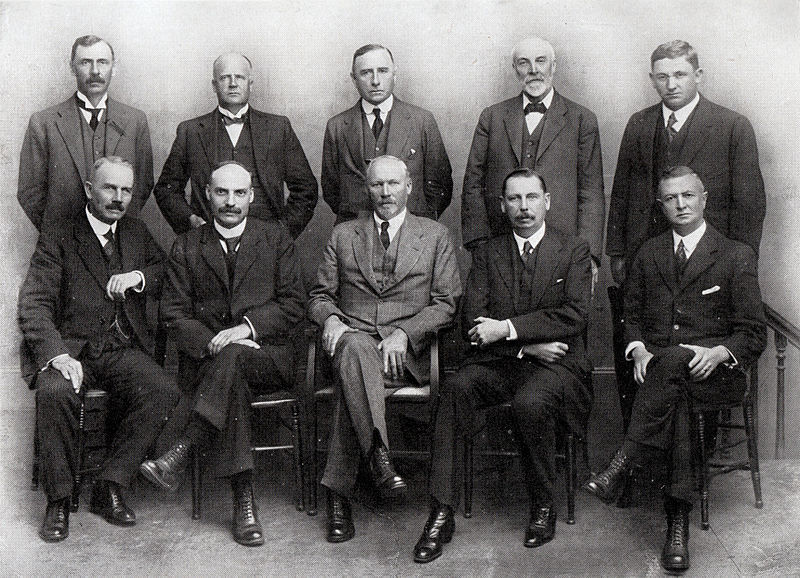
Le gouvernement Smuts en 1923 :
Assis au premier rang : Thomas Watt, F.S. Malan, Jan Smuts, Thomas Smartt, Henry Burton
Debout au second rang : N.J. de Wet, Deneys Reitz, Patrick Duncan, J.W. Jagger et Hendrik Mentz.

Au moment où Smuts fait l’objet d’une véritable vindicte politique en Afrique du Sud, il s’en va en Angleterre pour participer à une conférence impériale. L’Allemagne a cessé de payer les réparations qu’elle devait et, en conséquence, la France et la Belgique viennent d’envahir la Ruhr prise en gage pour la dette allemande. Smuts prend parti contre cette opération, y voyant une menace pour la paix, et demande l’organisation d’une grande conférence internationale et la révision du traité de Versailles afin que l’Allemagne ne soit pas asphyxiée financièrement et puisse se relever. Les journaux français s’en prennent violemment à Smuts l’accusant d’être un agent de l’Allemagne. L’intervention de Smuts est, en fait, mal accueillie par ses partenaires de l’empire, que ce soit les Canadiens et les Australiens, étonnés de voir un Premier ministre d’un dominion d’outre-mer se mêler d’affaires internes à l’Europe sans consulter les ministres britanniques compétents sur le dossier. Les détracteurs de Smuts en Afrique du Sud en profitent pour relever que Smuts apparait encore une fois sur la scène internationale comme un agent du gouvernement britannique et de la chambre des mines et qu’il préfère gérer les affaires européennes et se désintéresse des intérêts du peuple sud-africain.
Dans le même temps, Tielman Roos mène une campagne très active contre Smuts dans les villes et villages du Transvaal alors que le pays connait encore la récession économique, obligeant le gouvernement à réduire les dépenses publiques alors que bon nombre de fermiers sont acculés à la ruine.
C’est dans un tel contexte que se profilent les élections générales en 1924. La défaite de Smuts est générale. Non seulement, les nationalistes de James B. Hertzog, alliés aux travaillistes, l’emportent sur le parti sud-africain mais Smuts lui-même est battu dans sa circonscription de Pretoria-ouest par le candidat travailliste, M. George Hay. Pour lui permettre de revenir au parlement, Gert Wessels, le député SAP renonce à son siège remporté à Standerton.

### Larévolte des Bondelswarts
En mai 1922, la révolte de la tribu des Bondelswarts est écrasée sous les bombes dans le Sud-Ouest africain. Jan Smuts porte la responsabilité de ce massacre intervenu la même année que la révolte du Rand.

## Le chef de l’opposition (1924-1933)

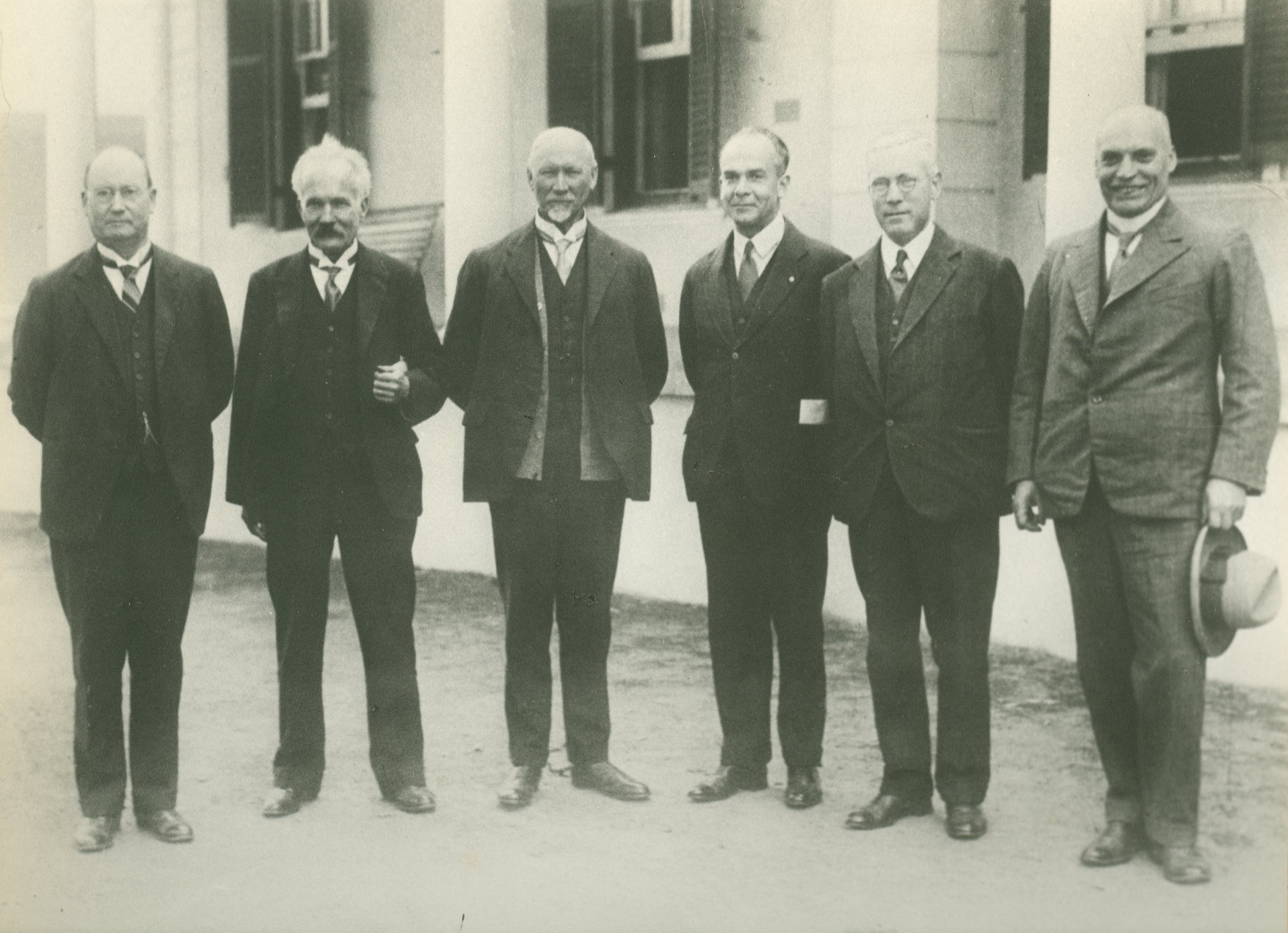
DF Malan, CJ Langenhoven, Jan Smuts, Hendrik Johannes Van der Byl Petrus Johannes Du Toit et François Stephanus Malan en 1931 à l'université de Stellenbosch.

Bien que sceptique sur l’avenir d’un gouvernement alliant des fermiers conservateurs et des anglophones socialistes, Smuts décide de prendre du retrait de la vie politique, convaincu néanmoins d’être rapidement rappelé par les électeurs et toujours inconscient du rejet populaire dont il fait l’objet dans la communauté afrikaner.
L’embellie de l’économie et le retour de la prospérité mettent un terme aux espoirs de Smuts d’un retour rapide aux affaires. Smuts perd alors de sa superbe assurance qui avait contribué à son impopularité. Blessé dans sa fierté de ne pas avoir réussi là, où semble-t-il, Hertzog accumule les succès, il se réfugie dans l’introspection et l’écriture. En 1926, il écrit ainsi un ouvrage (devenu de référence) sur le holisme et l’évolution : Holism and Evolution. À la frontière de la science et de la philosophie, il y propose d’entreprendre une réforme des concepts fondamentaux à la lumière d’un facteur qu’il appelle « holisme » et qui sous-tend la tendance synthétique de l'Univers.
C'est ensuite qu’il décide de reprendre le combat politique dans un état d’esprit offensif, décidé à reconquérir l’électorat. Il reprend alors la direction du parti sud-africain et de l’opposition au parlement, attentif à démontrer qu’un nouveau Smuts, plus patient et plus attentif aux problèmes quotidiens des sud-africains, a émergé depuis la défaite électorale de 1924. C’est ainsi qu’il démontre une grande impassivité face aux attaques personnelles dont il est l’objet lors des débats parlementaires, préférant souvent répondre avec une ironie désarmante pour ses adversaires politiques. Il se fait alors le chantre de la modération en politique. Lorsque Hertzog, qui a renoncé à imposer la république en vertu de son pacte politique passé avec les travaillistes de Frederic Creswell, propose qu’un nouveau drapeau propre à l’Afrique du Sud, soit adopté pour remplacer le Red Ensign et l’Union Jack, la crainte est que ne soit de nouveau attisé l’antagonisme entre Anglophones et Afrikaners. Smuts se rallie à la proposition du secrétaire britannique aux Dominions pour que l’Afrique du Sud soit doté de deux drapeaux, l’un étant le drapeau britannique et l’autre, un emblème propre à l’Afrique du Sud. Smuts entreprend alors, non sans mal, un tour du pays pour convaincre les Afrikaners alors que ses meetings sont sans cesse perturbés par des partisans d’Hertzog. Le gouverneur-général, craignant un début de guerre civile, convainc Herzog et Smuts de se rencontrer en tête-à-tête pour trouver un compromis. Finalement, au côté du drapeau britannique, l’Afrique du Sud se dote d’un drapeau national figurant par ailleurs l’Union Jack et les drapeaux des deux anciennes républiques boers. Le compromis et la modération l’ont ainsi emporté sur la passion et le nationalisme.

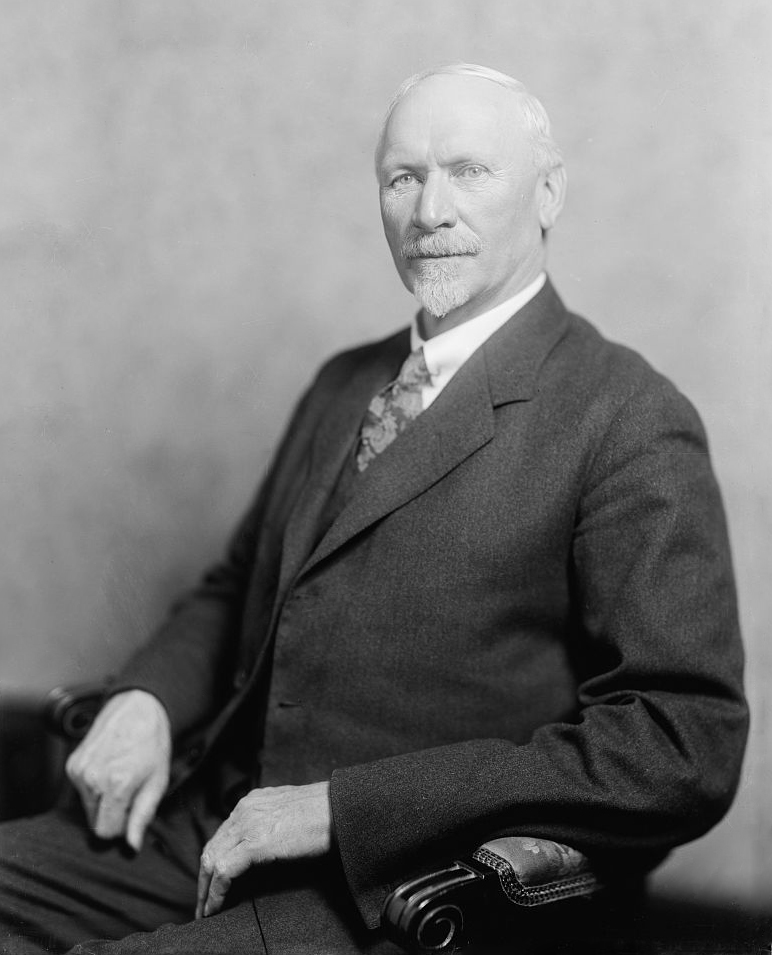
Jan Christiaan Smuts.

En 1929, Smuts dirige l’opposition lors des élections générales. Hertzog personnalise les débats entre lui et Smuts. Le Premier ministre sud-africain sait que la répression de 1922 contre les ouvriers afrikaners du Rand est encore vive dans les mémoires. Il n’hésite pas durant la campagne à pointer l’âge de Smuts et à le présenter comme un vieillard aux idées démodées. Utilisant son bilan économique et le patriotisme afrikaner à son avantage, il pointe les positions trop anglophiles de Smuts, n’hésitant pas à accuser ce dernier de vouloir promouvoir l’égalité des droits entre Noirs et Blancs en Afrique, notamment en Afrique du Sud. La campagne de Hertzog connaît le succès escompté et Smuts et le parti sud-africain sont nettement battus.
Défait mais moins humilié que par les résultats de l’élection de 1924, Smuts n’en est pas moins décontenancé de constater que l’électorat ne lui fait toujours pas confiance et qu’il doit rester encore dans l’opposition pour plusieurs années. Il décide de prendre encore une fois du recul et entame pour plusieurs mois des conférences en Angleterre et en Amérique du Nord. Son accueil est très enthousiaste en Grande-Bretagne, contrastant toujours avec celui des Sud-Africains. Invité du roi, il reçoit plusieurs distinctions académiques et donne des conférences devant de larges audiences. Il est alors beaucoup sollicité par de hommes politiques, avides de ses conseils, sur divers grands sujets internationaux du moment comme les situations politiques en Inde et en Irlande où la situation critique du mandat britannique en Palestine. Il reçoit un pareil accueil du public aux États-Unis d’Amérique où il est reçu par le président Herbert Hoover et par les sénateurs américains.
De retour en Afrique du Sud, il s’oppose à une loi restreignant l’immigration des juifs d’Europe. Ses détracteurs le surnomment alors « roi des juifs » et l’engagent à aller gouverner la Palestine.
Au début des années 1930, la crise économique mondiale a rattrapé l’Afrique du Sud et plongé le pays dans la récession économique. Les fermiers, principaux soutiens du parti national, sont acculés à la ruine et sont remontés contre le gouvernement d’Hertzog d’autant plus que la devise sud-africaine continue à être indexée sur l’or, plombant les exportations de l’Afrique du Sud. La dépression emporte tous les secteurs économiques du pays, y compris ceux qui avaient été les plus florissants.
Smuts voit enfin sa chance lui permettant de venger les attaques dont il a été si souvent l’objet de la part des élus du parti national. Il s’en prend vigoureusement au gouvernement dans un style identique à celui d’Hertzog à son encontre en 1924, dénonçant l’incompétence, la corruption et le népotisme qui règnenet au plus haut sommet de l’État. Il met en accusation le gouvernement pour le mauvais état de l’industrie, de l’agriculture, des banques, pour le chômage, la hausse des impôts, le déficit budgétaire astronomique et les faillites successives. Pour une fois, Smuts a l’opinion publique avec lui notamment quand il enjoint Hertzog de suivre l’exemple de la Grande-Bretagne et de rejeter l’étalon-or pour sauver le système économique sud-africain. La victoire d’un jeune partisan de Smuts à l’élection partielle de Germiston, bastion traditionnel du parti national, confirme que le vieux général a pris l’avantage politique sur son grand adversaire politique.
Tielman Roos, qui s’est lui aussi éloigné de la vie politique, refait soudainement surface, non pour soutenir Hertzog, mais pour l’accabler et demander sa démission. Roos veut simplement sa place et engage les sud-africains à suivre une troisième voie. Il tente de convaincre Smuts de faire alliance avec lui et surtout derrière lui. Smuts refuse, méfiant des méthodes et du savoir-faire politique de Roos dont il a autrefois fait la cruelle expérience.
Mais la possibilité que Roos parvienne à ses fins effraie Hertzog et celui-ci décide enfin de désindexer l’Afrique du Sud de l’étalon-or. La relative prospérité qui s’ensuit quelque temps est suffisante pour couper Roos dans son élan vers le pouvoir mais insuffisant à rétablir la popularité du gouvernement et la stabilité du parti national, particulièrement divisé.
À l’approche des élections, Smuts est assuré du soutien au parti sud-africain de toutes les régions côtières à commencer par les grandes villes ainsi que la majorité de la province du Cap et du Natal. Il peut compter sur le soutien actif des anglophones ainsi que des financiers de Johannesburg qui se souviennent que Smuts a très tôt proposé de rejeter l’étalon-or. Hertzog ne peut plus compter que sur les petites villes et zones rurales du Transvaal et de l’État libre d'Orange. Hertzog doute de plus de la loyauté de ses ministres et de ses élus. L'opposition est forte au sein du parti national.

## L’union nationale avec Hertzog (1933-1939)

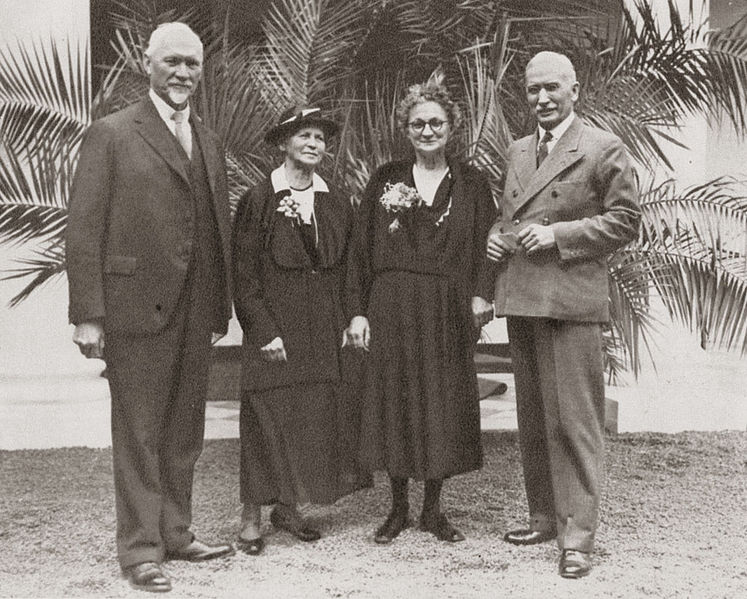
Jan Smuts, Hertzog et Smuts et James Barry Hertzog

Le Premier ministre Hertzog craint une alliance entre Smuts, Roos et les fédéralistes du Natal alors que son parti fait face à d'importantes tensions avec l'aile radicale républicaine du Dr Daniel François Malan. Mais Smuts doit pour sa part gérer des problèmes internes au sein du parti sud-africain opposant notamment l'aile conservatrice à l'aile libérale du parti incarnée par Jan Hendrik Hofmeyr et gérer les tentations autonomes des fédéralistes du Natal.
Le parti national maintient sa cohésion sur un virulent sentiment antibritannique et sur l'aspiration à une indépendance teintée de républicanisme. Cependant, depuis qu'il exerce le pouvoir, les revendications et aspirations nationalistes se sont érodées tandis que le pays connait une forte croissance et qu'à la suite de la déclaration Balfour, l'autonomie des dominions au sein de l'Empire a été garantie et qu'en vertu du statut de Westminster (1931), l'Union s'est vue reconnaitre une souveraineté totale de facto, marquant alors la fin de toutes possibilités d'ingérence britannique dans les affaires du pays.
Pour Hertzog, l'humiliation de Vereeniging est effacée et de nombreux freins à un rapprochement avec Smuts ont cessé d'exister. Un accord est alors recherché entre les deux hommes en vue des élections de mai 1933. 
Les circonstances de ce rapprochement qui aboutit deux ans plus tard à une fusion du parti national et du parti sud-africain sont néanmoins exceptionnelles et résultent des conséquences de la grave crise économique qui ravage le pays et de la crise monétaire. Les tractations entre les deux partis aboutissent sur un programme commun en sept points soit le maintien de l'autonomie de l'union en vertu du Statut de Westminster, la reconnaissance du drapeau national comme symbole d'unité, l'équité linguistique pour les deux langues officielles, la défense des populations rurales, la défense de la monnaie et des intérêts économiques, la reconnaissance de la politique du "travail civilisé" et le développement politique et économique des populations autochtones, via le renforcement de la ségrégation afin de ne pas remettre en cause le principe de domination de la civilisation blanche en Afrique du Sud. Le parti sud-africain fait notamment une concession importante vis-à-vis du parti national en reconnaissant le droit de proposer et de soumettre au parlement la question d'un éventuel statut républicain pour l'union d'Afrique du Sud.
Aux élections de mai 1933, l'union nationale entre le Parti National et le Parti sud-africain apporte à Hertzog et Smuts une victoire écrasante de 138 députés (75 NP, 61 SAP et 2 travaillistes de la tendance de Frederic Creswell) sur un total de 150 (l'opposition se résulte à quelques élus du parti travailliste, du parti du centre et des souverainistes du Natal). D.F. Malan, le chef du Parti national du Cap, ne s'est pas opposé ouvertement à l'alliance et est d'ailleurs élu comme candidat de la coalition mais il refuse un poste dans le nouveau cabinet ministériel. Celui-ci comprend dorénavant six représentants pour chacun des deux partis. Hertzog reste Premier ministre mais Jan Smuts devient vice-Premier ministre et ministre de la justice.
Durant deux ans, les deux partis coopèrent, conservant chacun leur propre identité et leurs représentants parlementaires. Durant cette période, le statut de Westminster est définitivement adopté pour l'Afrique du Sud confirmant la pleine indépendance de l'Union. 
Le 5 décembre 1934 lors d'un congrès à Bloemfontein, le parti sud-africain fusionne avec le Parti national d’Hertzog dans un Parti uni (UP) en conséquence de la coopération nationale productive entre les deux formations. Le nouveau parti adopte une nouvelle charte énonçant des principes et des objectifs complémentaires à savoir la réalisation des aspirations nationales des populations d'Afrique du Sud et la réalisation de l'unité nationale dans l'esprit des engagements de l'Afrique du Sud. Sur le front constitutionnel, les statuts du parti énoncent le principe de maintenir les liens existants avec l'Empire britannique et les États qui le composent. Il est également mentionné que l'Afrique du Sud ne pourra être engagée dans toute action extérieure qui serait contraire aux intérêts du pays.
Le processus de fusion du parti national dans le parti uni connait cependant un contretemps. Organisé sur une base fédérale, ce sont en fait les entités provinciales du parti national qui doivent se prononcer sur la fusion et non l'exécutif national du parti. Si 3 des 4 entités provinciales du parti national acceptent la fusion, le parti national de la province du Cap dirigé par Malan la refuse et maintient l'existence d'un parti national résiduel qui prend vite le nom de parti national purifié. Représenté au parlement par 19 députés (élus principalement dans la province du Cap en 1933 en tant que candidats de la coalition), il acquiert immédiatement le statut d'opposition officielle. Du côté de l'ancien parti sud-africain, les pro-britanniques n'acceptent pas non plus la fusion avec les Afrikaners nationalistes et se rallient sous la houlette de Charles Stallard dans un parti du Dominion qui soutient néanmoins le parti uni au pouvoir. Au début de l'année 1935, la majorité gouvernementale peut dès lors compter sur au moins 125 des 150 députés de l'assemblée du parlement.

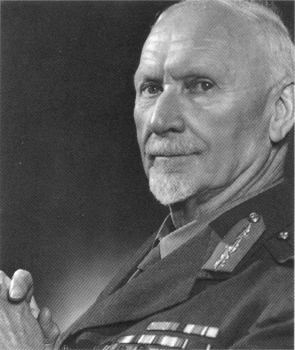
Jan Smuts en 1943.

L'une des premières décisions symboliques du nouveau gouvernement UP est de proposer Patrick Duncan à la fonction de gouverneur général d'Afrique du Sud. C'est la première fois qu'un Sud-Africain, et non un Britannique, est proposé pour exercer la plus haute fonction du pays. Autre symbole, en 1938, Die Stem est officiellement joué lors de l'ouverture du parlement au côté de God Save the King tandis que pour le défilé militaire du 31 mai (fête nationale), l'hymne britannique est remplacé par des hymnes et chants sud-africains. Sur le plan législatif, plusieurs lois sont adoptées pour faire face à la crise notamment une loi sur l'aide aux agriculteurs (1935) pour les protéger face à leurs créanciers. D'autres lois importantes sont adoptées sur le plan économique et social : des accords préférentiels comprenant des prix garantis sont négociés avec la Grande-Bretagne pour permettre l'exportation de la laine sud-africaine sur les marchés mondiaux ; des programmes de grands travaux d'équipements (logements, routes) ou à caractère scientifique (mise en place d'un conseil national pour stimuler et coordonner la recherche industrielle et scientifique) sont mis en place. Sur le plan racial, différents projets de loi concernant la représentation distincte au parlement des électeurs noirs du Cap dont certains sont en discussion depuis plus de dix ans, aboutissent à l'adoption d'une nouvelle loi en 1936 par la quasi-totalité des parlementaires (moins onze voix). En vertu de cette nouvelle loi, les électeurs noirs de la province du Cap peuvent élire, sur des listes distinctes, trois députés et quatre sénateurs blancs. L'un des premiers élus est Margaret Ballinger, qui devient plus tard la présidente du Parti libéral. De ce point de vue, Smuts a des conceptions paternalistes vis-à-vis des populations noires qu'il estime immatures dans leur ensemble et soutient le principe d'institutions séparées pour les populations blanches et pour les populations autochtones.

## Le Premier ministre (1939-1948)

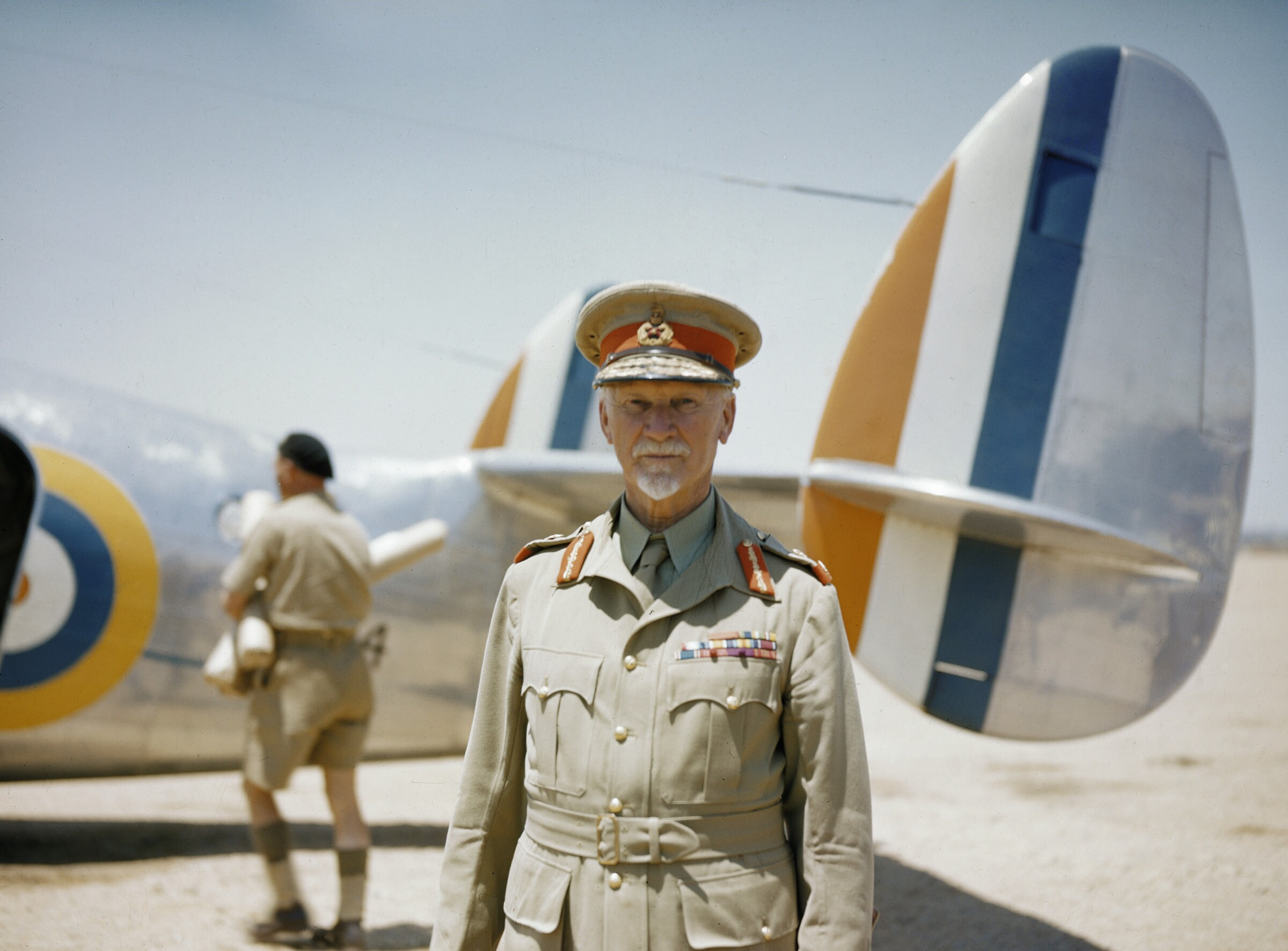
Le maréchal Smuts durant la Seconde Guerre mondiale.

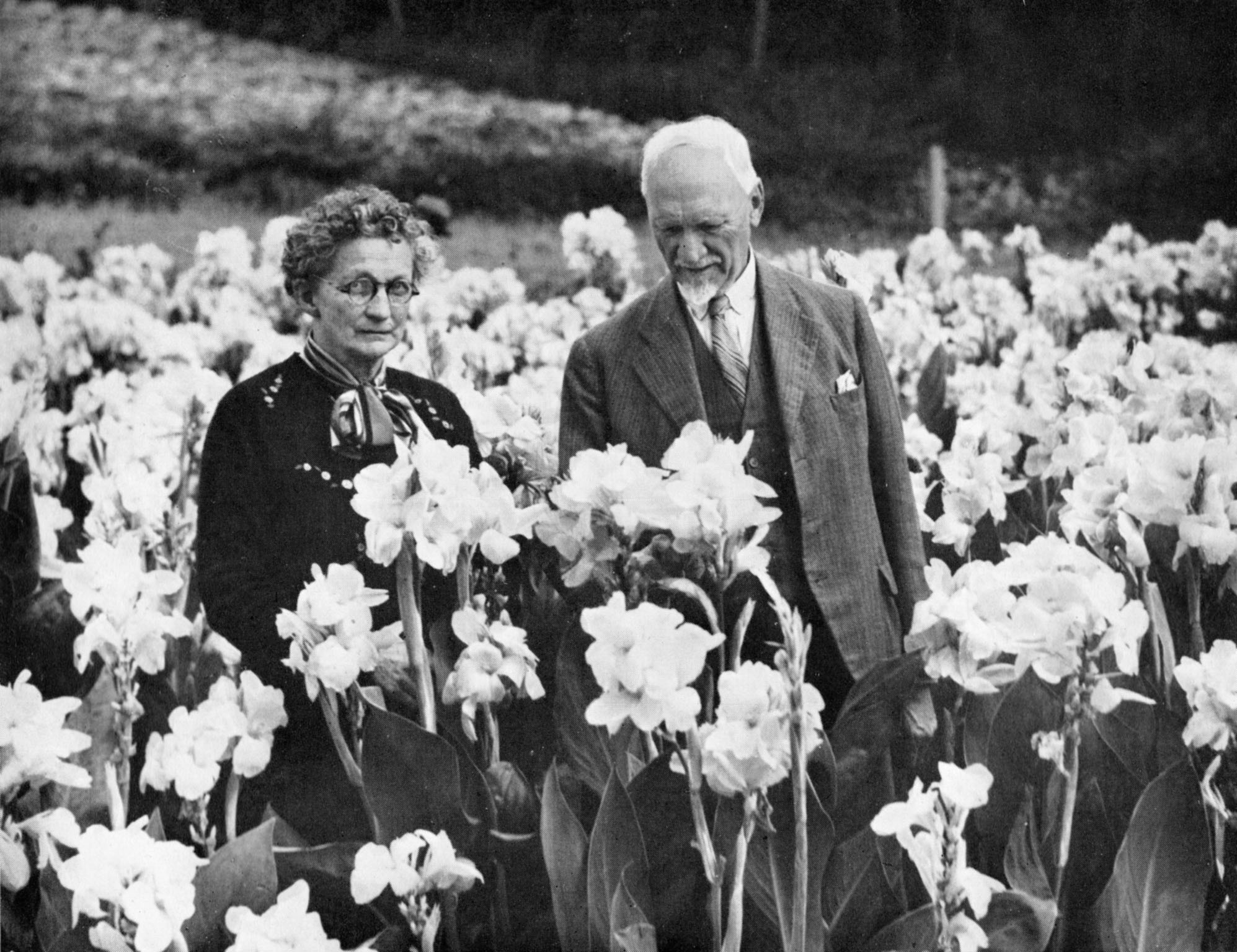
Le couple Smuts en 1941

Durant les années 1930, Smuts qui perçoit les dangers du nazisme en Europe pense néanmoins que la guerre peut être évitée. Il a confiance en la Société des Nations et croit que le nazisme peut être contenu et combattu par une révision du traité de Versailles dont il a toujours contesté la dureté vis-à-vis de l'Allemagne. Il pousse la Grande-Bretagne à mener une telle politique et à réclamer la révision du traité tout en apportant des garanties à la France mais à la suite de l'Anschluss, Smuts révise sa position et estime que la guerre est de plus en plus inévitable. Pour Smuts, le troisième Reich est une menace pour la civilisation occidentale, pour le Commonwealth et pour l'Union d'autant plus que le pays a un mandat sur le Sud-Ouest africain, une ancienne colonie allemande. Quand la Grande-Bretagne déclare la guerre à l'Allemagne le 1er septembre 1939, Smuts est convaincu que l'Union n'a ainsi pas d'autres alternatives que d'entrer elle aussi en guerre. Mais Hertzog est d'un autre avis et refuse de s'aligner sur la Grande-Bretagne et opte pour la neutralité de l'Afrique du Sud dans le conflit européen. Il essaye d'obtenir de nouvelles élections pour que les électeurs puissent donner leur avis mais le gouverneur refuse. La question est finalement tranchée au parlement. Le vote a lieu le 4 septembre 1939. Hertzog reçoit le soutien du parti national mais avec une majorité de 80 voix contre 67, la chambre suit la position de Smuts pour l'entrée en guerre de l'union d'Afrique du Sud au côté de la Grande-Bretagne. Hertzog défait, il démissionne de sa fonction de Premier ministre et de sa position de chef du parti uni. Les cinq anciens ministres issus du parti national (Nicolaas Havenga, Oswald Pirow, Henry Fagan, Jan Kemp et A.P.J Fourie) démissionnent également et rejoignent Malan sur les bancs de l'opposition parlementaire. Le 6 septembre 1939, Jan Smuts, élu nouveau chef du parti uni, devient Premier ministre et forme un nouveau gouvernement dans lequel il est aussi ministre de la Défense et Commandant Suprême de l'armée de l'Union.

### La Seconde Guerre mondiale

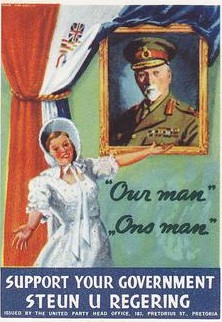
Affiche de propagande du parti uni pour soutenir le gouvernement de Jan Smuts (1940).

Trois jours après que Smuts ait succédé à Hertzog, l'Afrique du Sud déclare la guerre aux forces de l'Axe. La situation stratégique et le potentiel industriel du pays ainsi que l'expérience de son Premier ministre font de l'Afrique du Sud un allié précieux de la Grande-Bretagne. Très vite, Smuts doit déterminer l'étendue des ressources militaires et industriels dont il dispose et neutraliser son opposition interne particulièrement forte et organisée. Le plus grand défi qu'il doit relever dans ce cadre est l'émergence de la Ossewabrandwag (la sentinelle des chars à bœufs), une organisation para-militaire afrikaner, hostile à la guerre et dont le but est de saper l'effort de guerre par des actes de sabotage. Percevant rapidement le danger que peut représenter cette organisation, Smuts prend les devants et prend toute une batterie de mesures visant à isoler et mettre hors état de nuire son ennemi intérieur. Les armes à feu sont réquisitionnées, le carburant est rationné, un contrôle des prix est mis en place. Toutes les grandes entreprises commerciales et industrielles, les ports, les chemins de fer, la sidérurgie, les mines, l'industrie du textile sont mis à contribution et réorientés pour participer à l'effort de guerre.

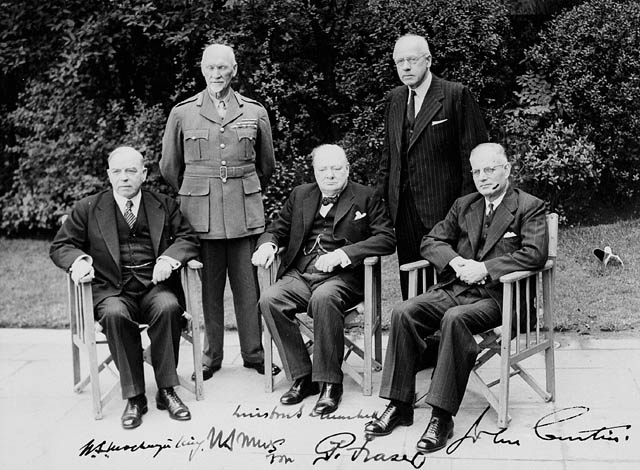
Conférence des premiers ministres du Commonwealth le 1 mai 1944 : William Lyon Mackenzie King (Canada), Jan Smuts (Afrique du Sud), Winston Churchill (Royaume-Uni), Peter Fraser (Nouvelle-Zélande), John Curtin (Australie).

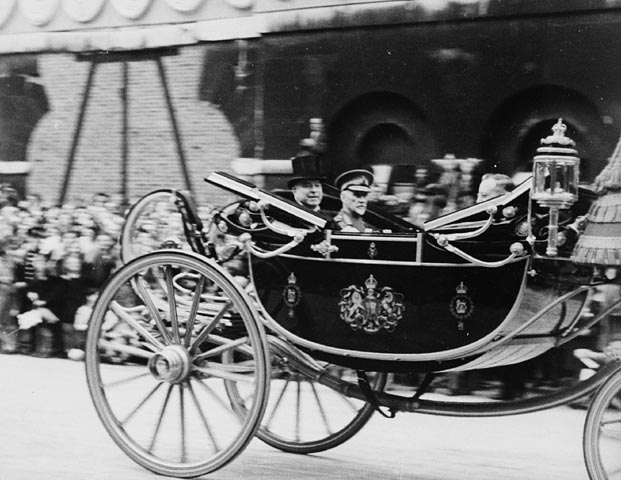
Le défilé de la victoire au côté du Premier ministre canadien, William Lyon Mackenzie King.

L'Afrique du Sud devient ainsi une importante source d'approvisionnement pour les Alliés en Afrique et au Moyen-Orient. Elle produit notamment cinq millions de grenades à main, deux millions d'obus de mortier, dix millions de paires de chaussures et six millions de paires de bottes de cuir, prélude à l'expansion industrielle que connait le pays après la guerre.
L'une des responsabilités qui incombent à Smuts est de sécuriser la route maritime autour du Cap pour contrôler l'accès à l'Abyssinie italienne. Il engage très rapidement les forces sud-africaines, dont la South African Air Force, en Somalie italienne et en Abyssinie où les troupes sud-africaines investissent Addis-Abeba.
Pour Smuts, une victoire des forces alliées au Moyen-Orient est particulièrement vitale et constitue un enjeu majeur pour la suite de la guerre. Membre du cabinet de guerre britannique, il est toujours en contact étroit avec Winston Churchill et se rend régulièrement à Londres. Le 28 mai 1941, Smuts est promu Field Marshal de l'armée britannique. Comme il s'y attendait, l'année 1941 est le point tournant de la guerre. Smuts engage les forces sud-africaines dans les combats en Égypte et en Libye (bataille d’El-Alamein en septembre 1942). Présent sur le front en Europe, il doit confier à Jan Hendrik Hofmeyr, son ministre des Finances, le soin de gérer les affaires courantes en Afrique du Sud où le parti uni remporte notamment les élections générales de 1943.
Pour Smuts, sa victoire électorale de 1943 et la déroute des partisans de l'Ossewabrandwag, est la preuve d'un soutien durable des électeurs sud-africains à sa politique et à sa vision d'une Afrique du Sud loyaliste vis-à-vis de la Grande-Bretagne. Dans un discours prononcé devant le Parlement britannique, le 25 novembre, il déclare que la responsabilité de la paix mondiale repose sur trois grandes puissances (les États-Unis, l'URSS et la Grande-Bretagne), elles seules ayant la capacité de l'imposer et fait des suggestions pour mettre en place une organisation plus efficace du Commonwealth. 
Mais dans le courant de l'année 1944, il s'inquiète de la montée en puissance de l'Union soviétique et de son avancée rapide dans l'est de l'Europe face aux troupes allemandes déconfites. Il insiste auprès des commandants des forces d'invasion anglo-américaine pour engager leurs forces en Europe centrale et orientale via les Balkans et Trieste pour enrayer l'avancée des soviétiques.

### L'après-guerre

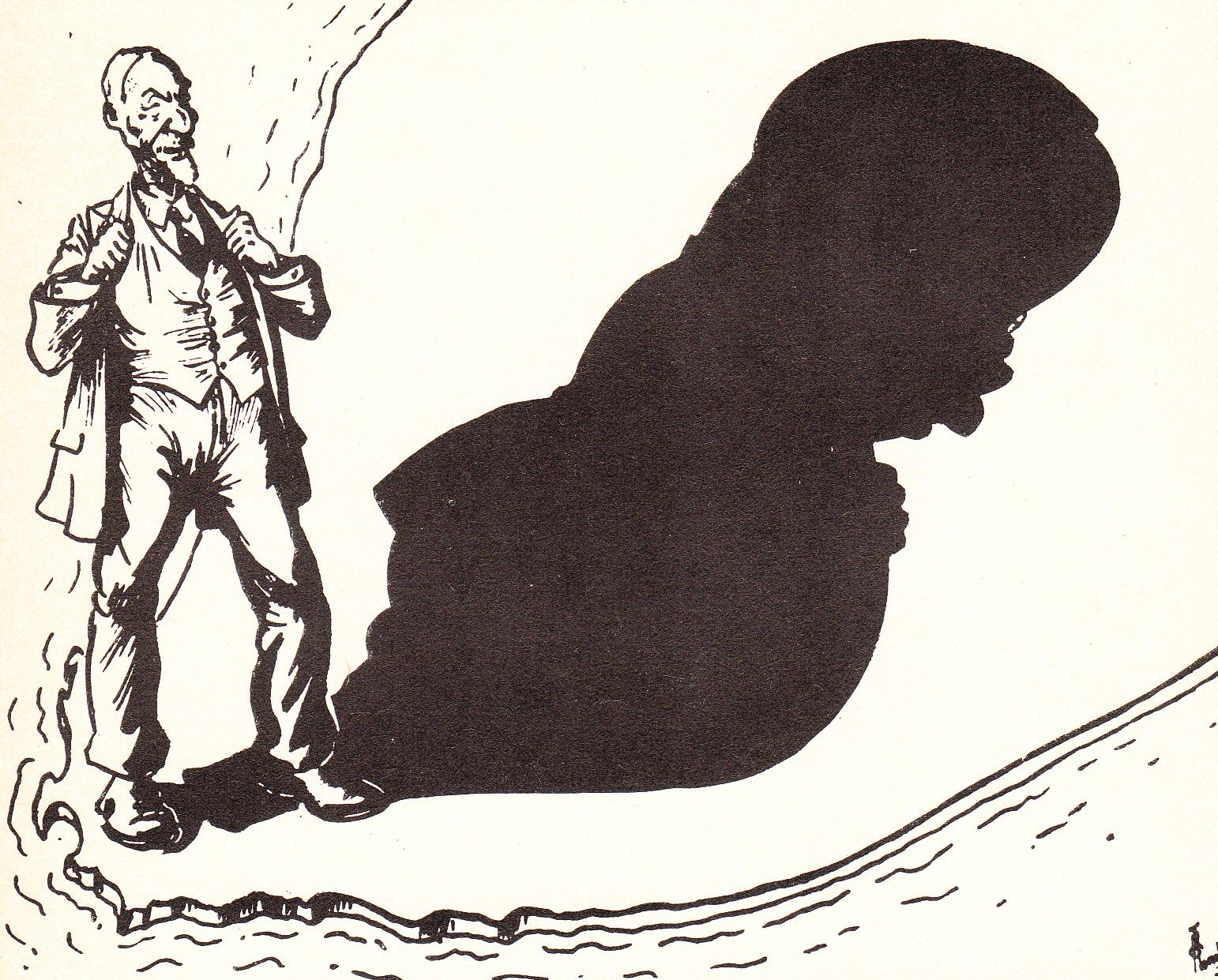
Caricature électorale représentant Jan Hendrik Hofmeyr en ombre de Jan Smuts projetée sur l'Afrique du Sud.

À la fin de la guerre, Smuts est l’un des signataires du traité de paix de 1945. Il contribue activement à la formation de l’ONU. C’est ainsi qu’il rédige le préambule de sa charte, n’y voyant pas de contradiction fondamentale entre les principes universels mentionnés et la politique de ségrégation qu’il défend en Afrique du Sud et qu’il entend d’ailleurs réformer. Il énonce en effet le principe des « droits civils pour tous les peuples "devenus civilisés" sans distinction de race » et mandate une commission chargée de faire des propositions en la matière.
Jan Smuts donna son approbation aux conclusions du rapport de ladite commission (la commission Fagan) laquelle préconisait une libéralisation du système racial en commençant par l’abolition des réserves ethniques ainsi que la fin du contrôle rigoureux des travailleurs migrants.
De son côté, le Parti national a mandaté sa propre commission (la commission Sauer) dont les conclusions, en se référant au nouveau concept d’apartheid, sont exactement inverses de celles de la commission Fagan.
En 1948, Smuts décide de solliciter un nouveau mandat au poste de Premier ministre et fait campagne au côté d’Hofmeyr, présenté comme son successeur désigné. Contre toute attente, bien que majoritaire en voix avec 524 230 votes, le Parti uni est battu en nombre de sièges aux élections générales par l’alliance du Parti national de Daniel Malan et du Parti afrikaner de Nicolaas Havenga (401 834 votes pour le parti national et 41 885 votes pour le parti afrikaner). Jan Smuts est lui-même battu de 224 voix dans sa propre circonscription de Standerton par Wentzel du Plessis. Abasourdi par la défaite à laquelle il ne s'attendait pas, Jan Smuts annonce son retrait de la vie politique puis se ravise sous la pression de ses partisans. Il profite d'une élection partielle provoquée par la démission du député du parti uni de la circonscription de Pretoria Est pour se faire élire (14 juillet 1948) et revenir ainsi au parlement en tant que chef de l'opposition parlementaire.

## Fin de carrière

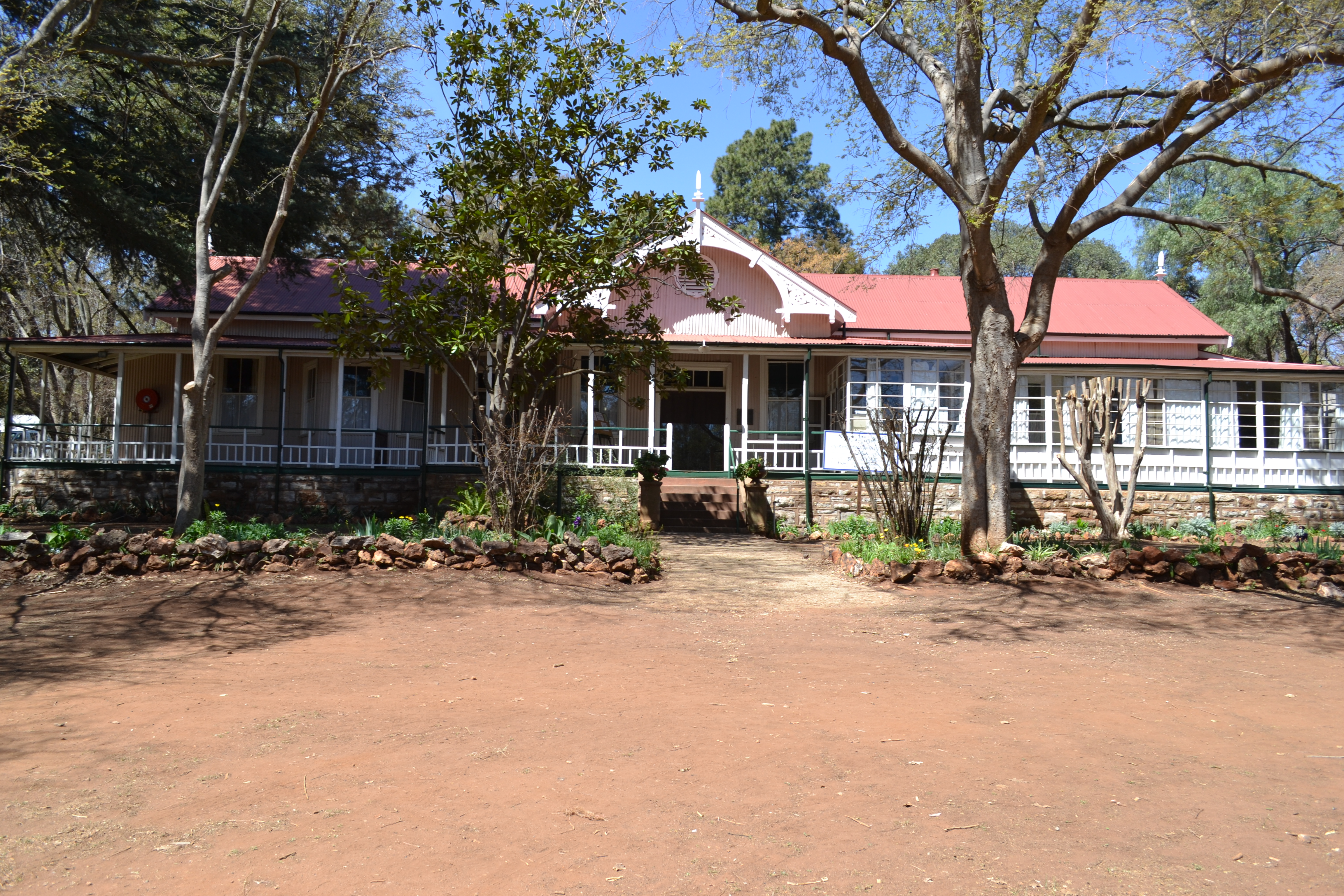
Maison de Smuts à Irene, banlieue de Pretoria.

Redevenu simple député, Smuts se retire dans sa résidence d’Irene près de Pretoria. Il est alors élu chancelier de l’université de Cambridge, le premier étranger élu à ce poste. En octobre 1948, le décès soudain de son fils, Japie Smuts, est une épreuve douloureuse qu’il supporte difficilement.
Il prend encore le temps de s’intéresser à la vie publique et commente l’actualité internationale et nationale, déplorant notamment le retrait de l’Irlande du Commonwealth et le maintien en son sein de l’Inde.

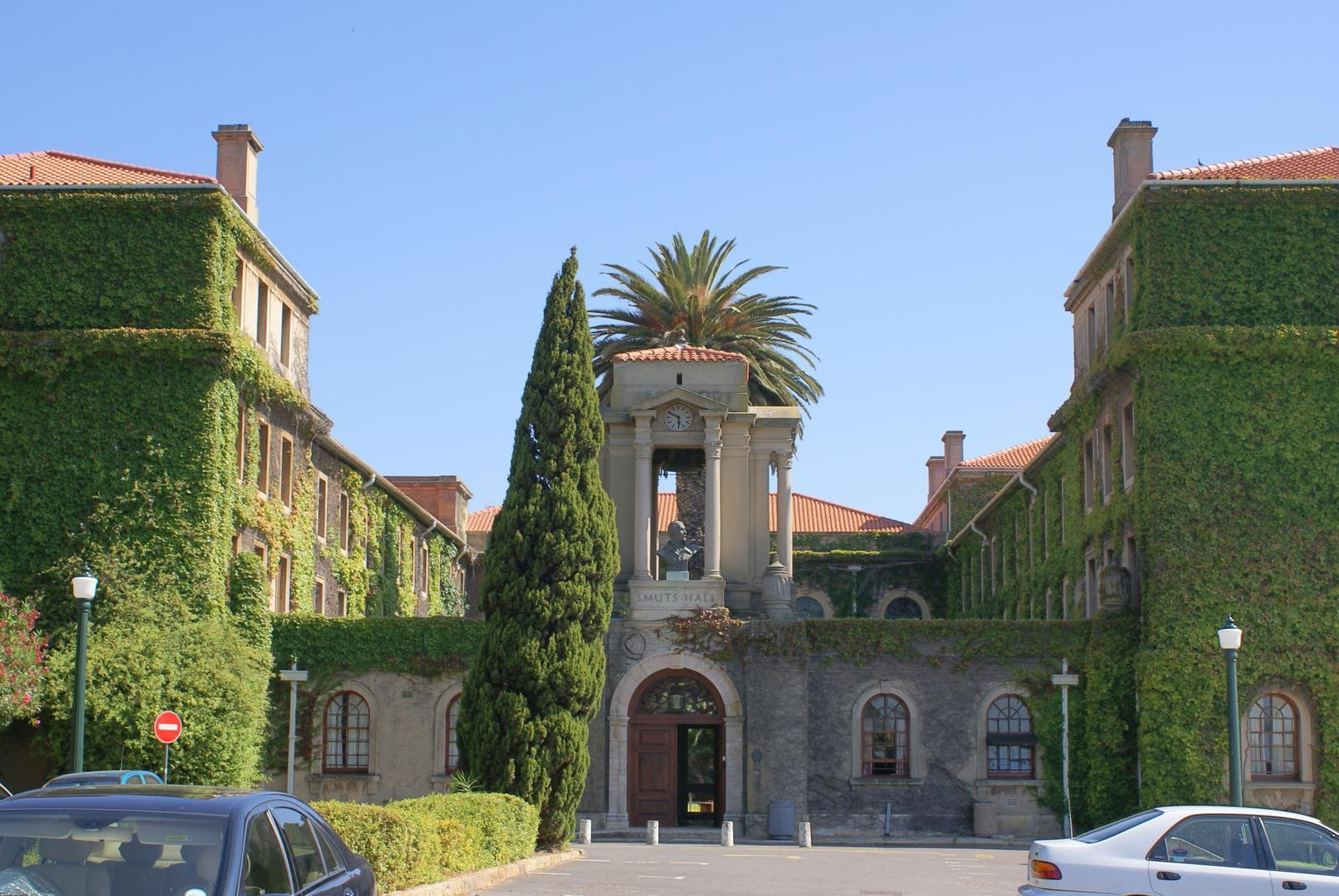
Smuts Hall à l'Université du Cap

Lorsque Smuts participe à l'ouverture de la nouvelle session parlementaire en janvier 1950, il est visiblement malade et souffre de sévères douleurs de cause inconnue. Il participe néanmoins aux séances parlementaires ainsi qu'à toute une série de festivités, organisées aux quatre coins de l'Union, pour son quatre-vingtième anniversaire. La plus importante a lieu à Johannesburg où une foule nombreuse s'aligne le long des rues pour le voir passer, par un temps glacial, en voiture décapotable au côté du maire de la ville. Il reçoit à cette occasion la citoyenneté d'honneur de Johannesburg. Dans son discours de remerciement prononcé à l'intérieur de la mairie, il plaide en faveur d'une approche plus rationnelle des problèmes européens et souligne que l'Allemagne doit être traité sur un pied d'égalité avec les autres puissances occidentales.
Le 29 mai 1950, il est victime d’une thrombose coronarienne. Il est très malade durant sept semaines.
Le 10 septembre 1950, il meurt à l’âge de 80 ans dans sa ferme de Doornkloof à Irene, près de Pretoria. Avec lui disparait un témoin important de l'histoire de l'Afrique du Sud. Jan Smuts est ainsi le dernier membre du gouvernement de Paul Kruger à décéder mais aussi le dernier général de la seconde guerre des Boers, le dernier ministre de l'ancien gouvernement colonial du Transvaal, le dernier membre de la Convention nationale de 1909, le dernier délégué sud-africain au traité de Versailles et le dernier membre du cabinet de guerre britannique de la Première Guerre mondiale. L'Afrique du Sud reçoit alors des messages de condoléances du monde entier, du roi George VI au président américain Harry Truman et aux premiers ministres des Dominions britanniques.
Le 16 septembre 1950, Jan Smuts reçoit des funérailles militaires et un service religieux en anglais et afrikaans dans la grande église de Bosman Street à Pretoria en présence d'une foule innombrable, de toutes races et de toutes opinions politiques. Son cercueil, recouvert de l'Union Jack pour sa qualité de maréchal de l'Empire britannique, est ensuite transféré par train à Johannesburg pour la crémation et ses cendres dispersées sur sa ferme de Doornkloof.

## Vie privée

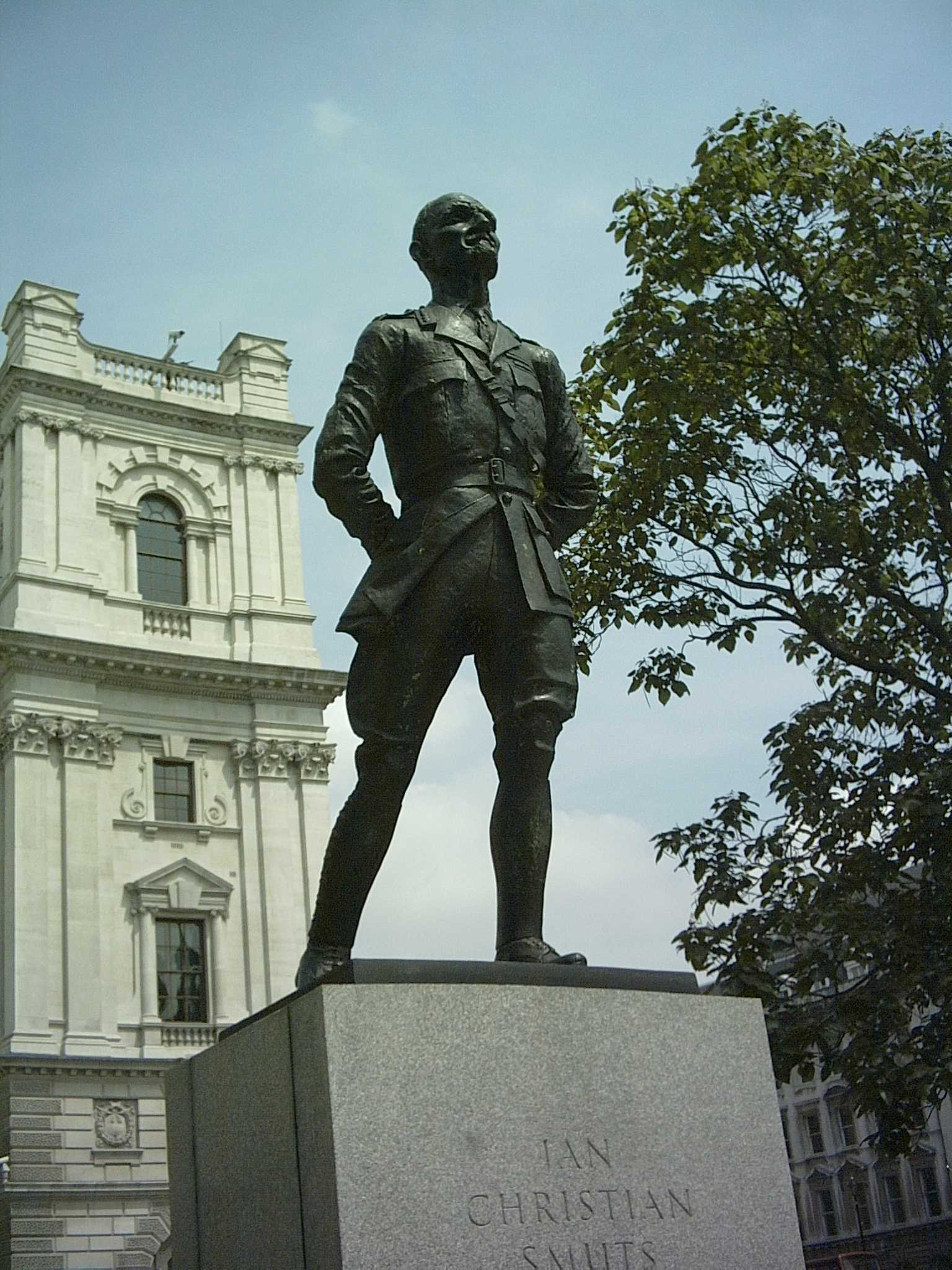
Statue de Jan Smuts à Londres.

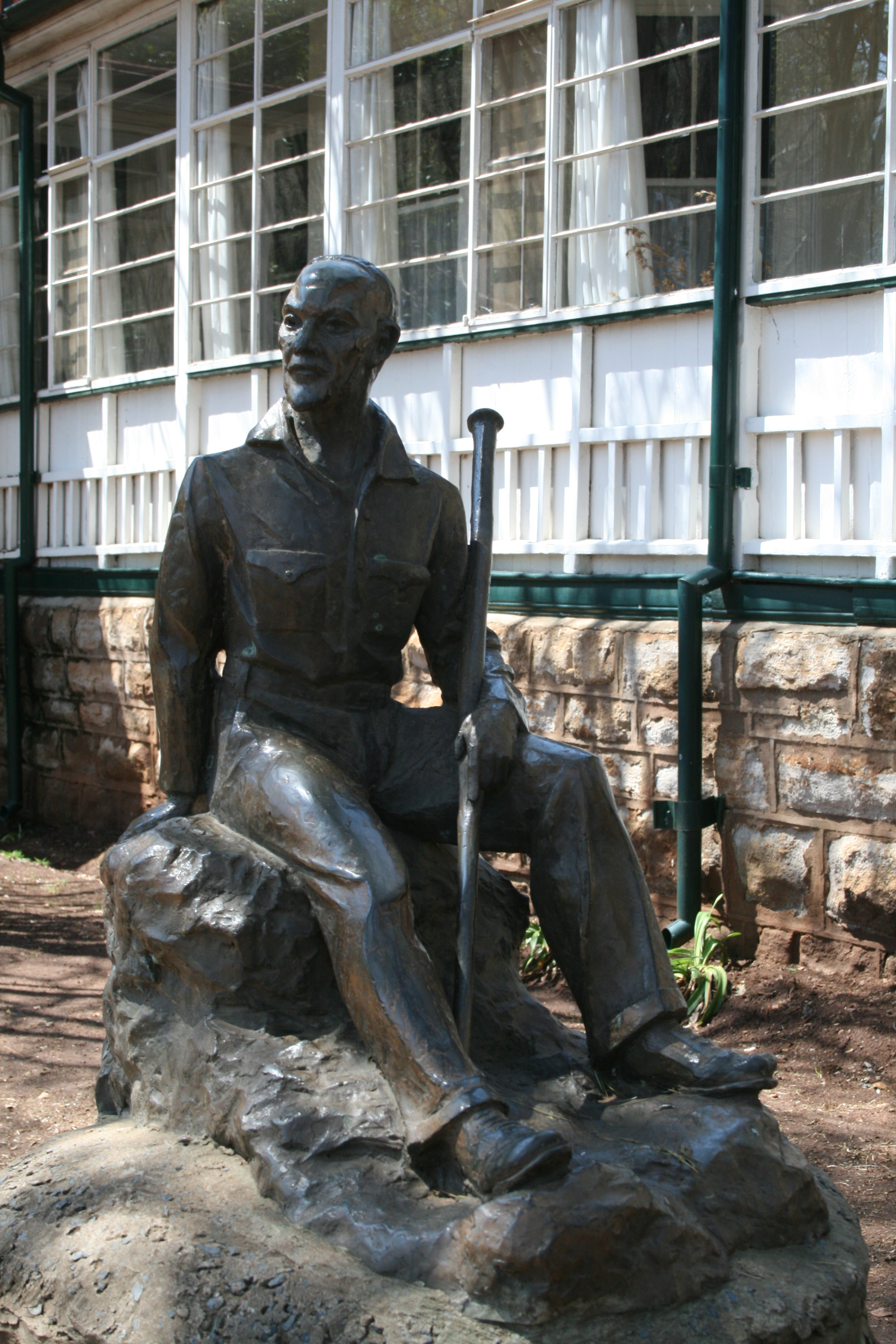
Statue de Jan Smuts devant sa maison d'Irene à Pretoria.

Marié le 30 avril 1897 avec Sybella Margaretha Krige (1870-1954), plus couramment appelée Isie, Jan Smuts est le père de 9 enfants dont six ont dépassé l'âge de 1 an :
- Kosie Smuts (5 mars - 31 mars 1898)
- Jossie Smuts (5 mars - 2 avril 1898)
- Jacobus Abraham Smuts (1899-1900)
- Susannah Johanna Smuts (1903-1966)
- Catharina Petronella Smuts (1904-1968)
- Jacob 'Japie' Daniel Smuts (1906-1948)
- Sybella 'Sylma' Margaretha Smuts (1908-1976)
- Jan Christian Smuts (1912-1995) surnommé Klein Jannie
- Louis Rebella Smuts (1914-2003)

Jan Smuts est par ailleurs le parrain de la princesse Irène de Grèce (1942), née au Cap où la famille royale grecque était en exil au cours de la Seconde Guerre mondiale.

## Distinctions
- Membre de l'ordre du Mérite britannique (OM - 1947)[9]
- Membre de l'ordre des compagnons d'honneur (CH)
- Membre de la Royal Society (FRS)
- Grand-croix de l'ordre du Lion néerlandais
- Grand cordon de l'ordre de Léopold
- Croix de guerre belge 1914-1918
- Commandeur de la Légion d'honneur
- Grand-croix de l'ordre de l'Étoile africaine (Belgique)

## Héritage contemporain

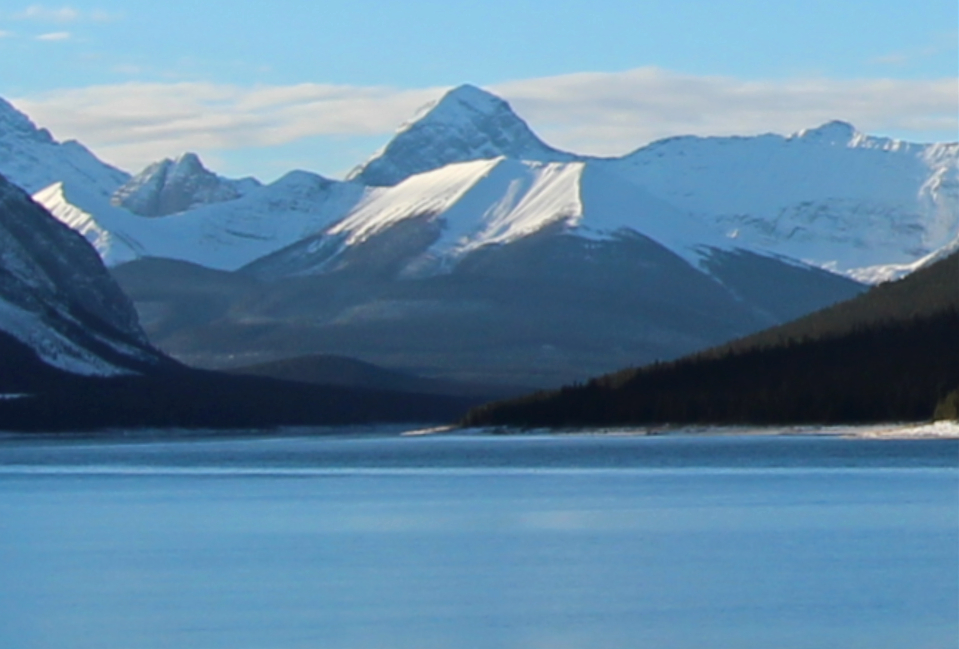
Le Mont Smuts au Canada

L’aéroport international de Johannesbourg inauguré peu après sa mort, porta son nom jusqu’en 1995 (Jan Smuts Airport).
De très nombreuses artères continuent de porter son nom en Afrique du Sud et des statues à son effigie se dressent dans les centres du Cap, de Pretoria, de Durban et de Londres.
Botaniste amateur, de nombreuses plantes endémiques à l’Afrique du Sud sont baptisées à partir de son nom.
Le kibboutz de Ramat-Yohanan en Israël est baptisé en son honneur pour le remercier de ses discours dénonçant l’antisémitisme. Au Canada, dans la province de l'Alberta, une montagne (Mount Smuts) porte son nom depuis 1918.
On se souvient aussi de lui pour l’invention de la théorie de l’holism (holisme) popularisé par son ouvrage de 1926 Holism and Evolution. S’il a été l’un des premiers à utiliser le mot d’apartheid dans un discours public prononcé en 1917, il n’a jamais été le concepteur ni l’élaborateur de cette doctrine de ségrégation institutionnelle, élaborée dans les années 1930 et 1940 et qu’il a combattue lors des élections de 1948 contre le parti national.
Des bâtiments universitaires portent son nom à l’université du Cap (Smuts Hall) et à l’université de Rhodes, près de Grahamstown.
En 2004, lors d’une grande enquête nationale, sur 100 personnalités sud-africaines désignées par le public sans liste préétablie, il était cité parmi les 10 plus importants sud-africains .

## Représentation dans les arts
- Dans le film Gandhi (1982) de Richard Attenborough , le rôle du général Smuts est joué par Athol Fugard.
- Dans le film The Fourth Reich (1990) de Manie van Rensburg, le rôle de Smuts est tenu par le comédien Louis van Nierkerk.
- Dans le film Churchill (2017), il est joué par Richard Durden.

### Documents multimédias
- (en) 1941 : le général Smuts reçoit son bâton de maréchal, British Pathe
- (en) 1941 : South Africa marches on, British Pathe
- (en) 1948 : interview de Jan Smuts après sa défaite électorale, British Pathe
- (en) Funérailles de Smuts à Pretoria, British Pathe
- (en) Hommage à Smuts par les actualités britanniques, British Pathe